# 田村ゆかり
田村 ゆかり（たむら ゆかり、1976年2月27日 - ）は、日本の女性声優、歌手。
福岡県福岡市出身、アミュレート（事務所）、Cana aria（音楽レーベル）所属。公式ファンクラブは「Mellow Pretty」。

## 概要
声優としては、幅広い声質でさまざまなタイプのキャラクターの声を演じる。『ひぐらしのなく頃に』での古手梨花では二面性のある役の声を演じ、『極上生徒会』では主人公の蘭堂りのと、人形（パペット）のプッチャンの1人2役を一度の収録でこなした（ランス・ビーン登場時は1人3役）。
歌手活動では、恋愛を「永遠のテーマ」としている。元気で明るい曲調を定番とするが、ジャズ風の曲やラップの入った曲があるなど、曲調は多彩である。声優である自身の声を活用することが重要との考えから、バックコーラスには自身の声を使用している。コンサートでは衣装・ぬいぐるみなどによる視覚効果の高い演出がなされており、観客との一体感が強い。
声優・歌手双方に関連する活動として、『魔法少女リリカルなのは』シリーズなどのアニメでは声優として主演すると同時に、テーマソングを担当した。また、テレビアニメ『のうりん』作中では、自身のコンサートの様子をパロディ化したシーンを演じた。
ラジオパーソナリティとしても活動しており、『田村ゆかりのいたずら黒うさぎ』は2003年4月から2016年3月まで13年間続く長寿番組となった。2006年には、文化放送A&Gゾーンにおいて聴取率1位を獲得した。

## 来歴
子供のころから人見知りだった。友人も多いほうではなく学校でもあまり目立っておらず、教師に褒められるようなところがなかったという。人見知りだったことから変身願望が強く幼少時は松田聖子や『魔法の天使クリィミーマミ』といった、アイドルに憧れていた。小学校時代は高い声がコンプレックスだったため、わざと低い声をだして友人らと話していた時期がある。声優になったのは、小学校4年生の時に国語の授業の朗読を褒められたのが影響。それで「本を読む」ということに自信が持ち、自分から手を挙げられるようになり、その後は芝居に興味を持った。元々声優というより、芝居がしたく、芝居の楽しさを知ってからは「別に役者じゃなくてもいいな」と思っていた。福岡だったら例えば福岡タワーで案内するお姉さんと何かの役を演じるのではなくても、言葉で何かを伝えることがしたかったという。幼い時にはアイドルになりたいような夢もあったため、高校生のころは地元の福岡で受けられる色々オーディションを受けていた。
商業高校に進学した後は、演劇部と漫画研究部に所属し、またアイドルの養成所にも1年半通っていた。
高校卒業後、地元の一般企業で働きながら代々木アニメーション学院福岡校に通う。そのころ、KBCラジオの深夜番組『中島浩二アワー THE3P』のアシスタントを担当していた時期もあった。代々木アニメーション学院では課程を修了するもデビューはできず、勤めていた会社を退職し上京。日本ナレーション演技研究所に入所し、後にアーツビジョン所属となる。養成所の教授が音響監督を務めたPCゲームに端役のウェイトレス役の声で出演させてもらったのが事実上、声優デビューとなった。
デビュー時は声優としての仕事が少なく、歌手としての仕事の方が多かったため、声優としてのあり方に悩んだ時期もあった。高い声がコンプレックスで友人関係がうまくいかず、養成所でのいじめ、長い下積み生活といったさまざまな苦労を乗り越えたとのこと。
1996年に文化放送『SOMETHING DREAMS マルチメディアカウントダウン』内で結成された「ドリカンクラブ」の一員となる。1999年には、その中から堀江由衣とユニット「やまとなでしこ」を結成した。
1997年、ラジオドラマ『マクロス・ジェネレーション』のヒロイン、パッセル役で本格的に声優デビューし、挿入歌「勇気をください」のシングルで歌手デビューも果たす。これを含め、1999年までに4枚のシングルとミニアルバム『WHAT'S NEW PUSSYCAT?』をポリグラムから発売した。ただし公式サイト内の分類では、ミニアルバムはオリジナルCDとされているが、シングルに関してはオリジナルCDとはされず、キャラクターCDとなっていた。
2001年4月、公式ファンクラブ「Mellow Pretty」（運営は株式会社モストカンパニー、東京都新宿区）を設立。
2007年1月1日付でアーツビジョンからアイムエンタープライズに移籍。同年4月に、所属レコード会社をコナミデジタルエンタテインメントからキングレコード（第三クリエイティブ本部→KING AMUSEMENT CREATIVE担当）に移籍。
2008年3月、声優としては椎名へきる、水樹奈々に次いで3人目の日本武道館コンサートを開催。8月30日にさいたまスーパーアリーナで、アニメソング最大規模のライブ・アニメロサマーライブ2008に出場。
2010年1月16日に自身初の横浜アリーナでのコンサートを開催。ランキングの経緯としては、2005年に発売したシングル「Spiritual Garden」がオリコン・週間シングルチャートで10位となり、初のオリコントップ10入りとなる。その後も、「Princess Rose」が第6位、「星空のSpica」が7位、「Tomorrow」が第6位、「You & Me」が7位、「My wish My love」が5位を記録。アルバムでは「シトロンの雨」「螺旋の果実」がともに自己最高の第6位を記録した。
2013年5月20日に、「田村ゆかり LOVE♥LIVE *Fall in Love* 2012.10.18 at YOKOHAMA ARENA」のBlu-ray版ジャケットの猫耳姿をモチーフとしたねんどろいどが、6月22、23日に埼玉スーパーアリーナで開催される2DAYSライブ「田村ゆかり LOVE♥LIVE 2013 *Cute'n♥Cute'n Heart*」にて販売された。
2016年2月10日にアイム・キング両者名義で「『田村ゆかりのいたずら黒うさぎ』を3月いっぱいで終了」「FC運営会社変更」などの発表を行った。当初その理由に関しては明らかにされなかったが、2月13日に「本人の意向から、3月20日をもってキングレコードとの専属契約を終了」によるもの、とされた。同年8月1日、所属事務所をアイムエンタープライズからアミュレートに移籍。
2017年6月25日に行われたファンクラブイベントで新たにプライベートレーベル「Cana aria（カナリア）」を立ち上げ所属し、2年2ヶ月ぶりの新曲やこの曲を収録するミニアルバムをリリースすることが発表されたほか、7月6日からは『いたずら黒うさぎ』から1年3ヶ月ぶりとなるラジオ新番組『田村ゆかりの乙女心♡症候群（シンドローム）』を文化放送で開始することも発表された。
2019年3月1日、「星空のSpica」が平成アニソン大賞声優ソング賞（2000年 - 2009年）に選出された。

## 人物
取得資格は県商珠算検定2級・全商簿記実務検定2級・全商商業経済検定3級・全商情報処理検定2級・日本損害保険普通資格がある。
ラジオなど、音声メディアの前では「ゆかり」という一人称を使っている。親しい間柄の人物と会話する場合は「あたし」を使う。雑誌などの活字メディアで使われる一人称は「私」。光GENJIの佐藤寛之のファンであり、2009年に札幌で行われた田村のコンサートにはゲストとして登場した。2013年ごろからは蘭寿とむ や柚希礼音を中心に、宝塚歌劇団に興味を持つ。
趣味・特技はリボン結び、猫寄せ、お菓子作りなど。料理は苦手としており、自炊をしても飽きることが多いというが自分で料理をすることが増えている。また、世間で流行っているものを苦手としているが、マック・ネット知識については詳しい。主にロリータ・ファッションを好む。ゲーム好きであり、『ファンタシースターオンライン』、『モンスターハンター』シリーズ、『ファイナルファンタジーXI』、「ファンタシースターシリーズ」、など多岐に渡り、近年ではさまざまな人と通信をして親交を深めている。他にも『桃太郎電鉄』、『ドラゴンクエストII』、『ドラゴンクエストIX』にハマり、『火の鳥 鳳凰編 我王の冒険』と『テトリス』を得意とする。
人見知りな性格で、植田佳奈から麻雀に誘われたときも、植田とは仲が良くても他の参加者に知らない人がいるかもしれないために断っている。打ち解けた仲の相手をからかうことはよくあり、『D.C. 〜ダ・カーポ〜 初音島放送局』では松来未祐を「まつらいさん」と呼び続け、『かしましらじお』では事あるごとにゲストの浅野真澄を、堀江由衣・植田佳奈と共に弄り倒していた。しかし、本人の性格は「ドM」だと発言している。
愛称についてはいろいろな呼称がある。ファンの間で一般的に用いられるのはゆかりん（同業者では伊月ゆい・三瓶由布子・中原麻衣他）だが、同業者の間でも呼び方が様々でたかはし智秋や浅川悠などは「ゆかり」と呼び捨てしたり、水樹奈々・小清水亜美・広橋涼・釘宮理恵からは「ゆかりさん」と呼ばれたりしている。この他にも堀江由衣からは「ゆかりたん」、生天目仁美と新谷良子からは「ゆかりちゃん」、同姓である田村奈央からは共演している『HUGっと!プリキュア』のアフレコ現場での混乱を避けるため「ゆかりんさん」、などと呼ばれている。また、自身はゆかり王国の姫という設定があるため、沢城みゆきからは「姫」、喜多村英梨からは「（田村）ゆかり姫」、新谷良子は本人がいないところでは稀に「隣国の姫」と呼んでいる。
ラジオのアシスタント時期にお世話になった中島浩二に感謝の意を述べており、「声優」としてではなく「歌手」として中島のラジオにゲスト出演することを望んでいたが、2017年11月6日に中島が担当するエフエム福岡のモーニングジャムにゲスト出演した。その際、中島を「ラジオの神様」と語った。
2015年、J2の終盤戦から、地元福岡のJリーグクラブであるアビスパ福岡の応援を始めた。元々家族がサポーターだったことも影響している。2017年11月5日にレベルファイブスタジアムで開催された湘南ベルマーレ戦ではコラボ企画によるスペシャルシートが設定され、ファンと共に声援を送って勝利を呼び込んだ。

### 逸話
家族に弟がいる。従兄に同じ声優である服巻浩司がいる。
2008年に4公演行われたイベント「秋だ、一番! ゆかりちゃん祭り!!」では、キャラクターソングである「極上プッチャン音頭」を歌い、りのとプッチャンの歌いわけをファンの前で披露した。『ランク王国』で「Aボーイに聞いた萌えアイドルランキング」1位を獲得している。
所属していた演劇部には代々外国人のような（日本人らしくない）名前をつける習慣があり、演劇部の仲間からはジョセフィーヌ、ジョセと呼ばれていた。現在でも部の同級生などからは前述のように呼ばれている。

### 年齢
「永遠の17歳」という自己紹介を冗談として行う。37歳の際には読点を挟んで「田村ゆかりさん、じゅうななさい」と表現した。
従前から生年を非公表としていたわけではない（読売新聞などで公表されている）が、2014年2月15日、16日にさいたまスーパーアリーナで行われたライブにおいて、田村本人が自身の実年齢について触れたことが、「実年齢を突如公開した」としてツイッターなどで話題となった。また、同年3月2日にグランキューブ大阪で行われたコンサートにおいて発生した、会社員男性がステージに携帯ラジオなどを投げ込みコンサートを妨害し、逮捕されるという事件の動機が、2月のコンサートにおいて実年齢を公表したことへの失望である、とする意見がインターネット上でみられる。この見方に対してライターの西中賢治は、ファンは実年齢が17歳でないことは理解しており、これが動機とは考えにくいとしている。

## 神楽坂ゆか
神楽坂 ゆか（かぐらざか ゆか）は、田村ゆかりの扮する架空のアイドル。田村ゆかりのライブイベント中のコーナーや上映映像に登場する。通称は「ゆかたん」。昭和時代のアイドルを模しており、『スター誕生!』や松田聖子のパロディが盛り込まれている。田村ゆかり公式サイト内に設けられた「神楽坂ゆか公式ホームページ ゆかたんの部屋」は、インターネット黎明期にみられたサイトデザインで構築されている。
2012年9月に開催されたライブ「LOVE ♡ LIVE 2012 *I Love Rabbit*」内で上映された映像『レッツゴー！ヤングスターの星☆』に「田村ゆかり」名義で登場したのが初出。2013年9月に開催されたライブ「LOVE ♡ LIVE 2013 Autumn *Caramel Ribbon*」では「神楽坂ゆか」に改名し、ライブの冒頭に設けられた「前座」としてのコーナーでステージに登場して4曲を歌唱した。2014年8月には中野サンプラザにて、神楽坂ゆか名義の単独コンサート「神楽坂ゆか ファーストコンサート 〜初めてだから…ね？お熱にサマーキッス♡〜」が行われた。
2015年8月26日・27日には前年に引き続き中野サンプラザにて、神楽坂ゆか名義の単独コンサート「神楽坂ゆか セカンドコンサート “またするの?”トクン…胸きゅん♡あばんちゅ〜る」が開催された。
2014年5月31日から、ラジオ番組「田村ゆかりのいたずら黒うさぎ」内のミニ番組として、「神楽坂ゆかの空色ブルースカイ」が放送された。LPレコードサイズ仕様のミニアルバム2枚が、ライブ会場で限定販売された。

### キャラクター設定
福岡県出身、8月27日生まれ。年齢は17歳。音楽番組のほか、ドラマ『ツインテールはふり向かない』に出演。芸能事務所「鳳プロダクション」に所属するが、事務所の経営難のためにさまざまな分野での活動を迫られた。

## 出演
太字はメインキャラクター。

### テレビアニメ
1997年
- 新・天地無用!（吉永）
- バトルアスリーテス大運動会（バネッサ、生徒、幼アイラ 他）
- 吸血姫美夕

1998年
- ふたり暮らし（斉藤ひかる）
- クレヨンしんちゃん（女子高生、麻婆小姐、クミちゃん、エンジェル姫野、山田まりや、吉岡メリー、ケイコ、ジャーク、リカ 他）
- TRIGUN（ヘレン）
- センチメンタルジャーニー（ミカ）
- ドラえもん（テレビ朝日版第1期）（サユリ、犬の飼主 他）
- パニモニ（ラーコ）
- 名探偵コナン（1998年 - 2005年、青島美菜、紺野由香）

1999年
- SURF SIDE HIGH-SCHOOL（網浜美帆）
- シティーハンター 緊急生中継!? 凶悪犯冴羽獠の最期（女子高生）
- 星方天使エンジェルリンクス（弥生、パピィ、サリー、イィ）
- 地球防衛企業ダイ・ガード（谷川風花）
- パパと踊ろう（ミク、OL、ユキ）
- ジバクくん（ツアーコンダクター）
- 週刊ストーリーランド（1999年 - 2000年、女の子、女B、アベック女、女子高生）
- セラフィムコール（ミキ）
- THE ビッグオー
- 魔術士オーフェン Revenge（ウェイトレス）

2000年
- ブギーポップは笑わない Boogiepop Phantom（木下京子）
- マイアミ☆ガンズ（天野ルウ、アル、マリア）
- 六門天外モンコレナイト（エルフA）
- OH!スーパーミルクチャン（ヒロスエ）
- へろへろくん（キラキラ、ミュン、あれあれママ、ガチャガチャ）
- 銀装騎攻オーディアン（メイ・リー）
- 激動!歴史を変える男たち〜アニメ静岡県史〜（おふく）
- BRIGADOON まりんとメラン（コンパニオン）
- 真・女神転生デビチル（ネコマタ）
- ドッとKONIちゃん（MORO）
- はじめの一歩（愛川）
- 無敵王トライゼノン（宗像梨紅、京鞍馬）

2001年
- 新白雪姫伝説プリーティア（高斗弥生、ティビ）
- ギャラクシーエンジェル（2001年 - 2004年、蘭花・フランボワーズ） - 4シリーズ
- The Soul Taker 〜魂狩〜（櫻井明日香）
- スクライド（由詑かなみ）
- ジャングルはいつもハレのちグゥ（ラヴェ）

2002年
- おねがい☆ティーチャー（森野苺）
- フルメタル・パニック!（2002年 - 2005年、ユーカリ〈M9クルツ機のAI〉、大統領令嬢） - 2シリーズ
- Kanon（2002年 - 2007年、川澄舞）- 2シリーズ
- ぴたテン（美紗）
- 王ドロボウJING（ロゼ）
- G-onらいだーす（ゼロ）

2003年
- NARUTO -ナルト-（2003年 - 2007年、テンテン）
- D.C. 〜ダ・カーポ〜（2003年 - 2005年、芳乃さくら） - 2シリーズ
- おねがい☆ツインズ（森野苺）
- R.O.D -THE TV-（2003年 - 2004年、西園はるひ、西園なつめ）
- 神魂合体ゴーダンナー!!（2003年 - 2004年、エリス） - 2シリーズ

2004年
- くじびきアンバランス（朝霧小牧）
- 美鳥の日々（月島栞）
- 忘却の旋律（ココ・ニンナナンナ）
- DearS（ニア）
- 魔法少女リリカルなのはシリーズ（2004年 - 2015年、高町なのは） - 4シリーズ
- うた∽かた（宗方未知留）
- Φなる・あぷろーち（守屋美紀）
- 舞-HiME（2004年 - 2005年、杉浦碧）

2005年
- AIR（みちる）
- JINKI:EXTEND（黄坂ルイ）
- 極上生徒会（蘭堂りの / プッチャン、ランス・ビーン）
- 勇者王ガオガイガーFINAL GRAND GLORIOUS GATHERING（光竜、闇竜、天竜神）
- トリニティ・ブラッド（ウェンディ）
- 灼眼のシャナ（2005年 - 2007年、“愛染他”ティリエル） - 2シリーズ
- SoltyRei（セリカ・ヤヨイ）
- 舞-乙HiME（2005年 - 2006年、ミドリ）

2006年
- かしまし 〜ガール・ミーツ・ガール〜（来栖とまり）
- ひぐらしのなく頃に（2006年 - 2007年、古手梨花） - 2シリーズ
- おとぎ銃士 赤ずきん（2006年 - 2007年、赤ずきん）
- 桜蘭高校ホスト部（エクレール・トネール）
- ギャラクシーエンジェる〜ん（蘭花・フランボワーズ）

2007年
- ときめきメモリアル Only Love（東野ゆかり）
- 銀魂（2007年 - 2017年、花野アナ / 花野咲） - 3シリーズ
- ヒロイック・エイジ（テイル）
- アイドルマスター XENOGLOSSIA（水瀬伊織）
- NARUTO -ナルト- 疾風伝（2007年 - 2017年、テンテン、稲荷シンコ）
- シュガーバニーズ（2007年 - 2009年、ももうさ&はなうさ、シャルロット） - 3シリーズ
- ムシウタ（堀崎梓 / みんみん）
- もえたん（虹原いんく / パステルいんく）
- スケッチブック 〜full color's〜（栗原渚）
- D.C.II 〜ダ・カーポII〜（2007年 - 2008年、芳乃さくら） - 2シリーズ
- Myself ; Yourself（若月朱里）

2008年
- CLANNAD-クラナド-（2008年 - 2009年、春原芽衣） - 2シリーズ
- 隠の王（森羅万象）
- モノクローム・ファクター（ルル）
- 黒執事（2008年 - 2025年、エリザベス・エセル・コーディリア・ミッドフォード） - 5シリーズ

2009年
- 宇宙をかける少女（獅子堂風音）
- 明日のよいち!（斑鳩ちはや）
- 黒神 The Animation（エクセル）
- ハヤテのごとく!!（マヤ）
- うみねこのなく頃に（ベルンカステル）
- けんぷファー（2009年 - 2011年、セップククロウサギ、美嶋紅音） - 1シリーズ+ 特別編
- とある科学の超電磁砲（2009年 - 2010年、重福省帆）
- 極上!!めちゃモテ委員長（2009年 - 2010年、桃里まりん） - 2シリーズ

2010年
- 刀語（とがめ）
- 聖痕のクェイサー（エヴァ＝R）
- 戦う司書 The Book of Bantorra（イレイア＝キティ〈青年期〉）
- B型H系（山田）
- 迷い猫オーバーラン!（竹馬園夏帆、はづき）※第5話の手書き文字も担当
- 俺の妹がこんなに可愛いわけがない（2010年 - 2013年、来栖加奈子、星野くらら、赤星める / 魔法少女メルル） - 2シリーズ
- 探偵オペラ ミルキィホームズ（2010年 - 2018年、遠山咲） - 3シリーズ + 特別編4作品
- スティッチ! 〜ずっと最高のトモダチ〜（二子）

2011年
- IS 〈インフィニット・ストラトス〉（2011年 - 2013年、篠ノ之束） - 2シリーズ
- X-MEN（市来久子）
- アスタロッテのおもちゃ!（塔原明日葉）
- STEINS;GATE（2011年 - 2018年、阿万音鈴羽、阿万音由季） - 2シリーズ
- 快盗天使ツインエンジェル〜キュンキュン☆ときめきパラダイス!!〜（水無月遥）
- C3 -シーキューブ-（フィア）
- SKET DANCE（Fu-Fu-風香ちゃん）
- 世界一初恋2（小日向杏）
- ベン・トー（沢桔梗）

2012年
- あの夏で待ってる（山乃檸檬）
- NARUTO -ナルト- SD ロック・リーの青春フルパワー忍伝（2012年 - 2013年、テンテン）
- AKB0048（2012年 - 2013年、3型目 渡辺麻友） - 2シリーズ
- 境界線上のホライゾンII（エリザベス）
- 武装神姫（イーダ、ワルイーダ）
- しろくまカフェ（ペンギンウェイトレス）

2013年
- 俺の彼女と幼なじみが修羅場すぎる（夏川真涼）
- 波打際のむろみさん（むろみさん）
- 変態王子と笑わない猫。（鋼鉄の王 / 筒隠つくし）
- あいうら（若月美鈴）
- 断裁分離のクライムエッジ（ヴァイオレット・ウィッチー）
- きんいろモザイク（2013年 - 2015年、大宮勇） - 2シリーズ
- 弱虫ペダル（2013年 - 2017年、姫野湖鳥） - 2シリーズ
- サムライフラメンコ（2013年 - 2014年、桃井桜）
- キルラキル（2013年 - 2014年、針目縫）

2014年
- のうりん（木下林檎）
- うーさーのその日暮らし（2014年 - 2015年、お知らせうーさー、どーにゃつ） - 2シリーズ
- ロボットガールズZ（暗黒大将軍子 / ミケーネたん）
- 咲-Saki- 全国編（瑞原はやり）
- 彼女がフラグをおられたら（聖帝小路美森）
- 風雲維新ダイ☆ショーグン（ちはる）
- ノーゲーム・ノーライフ（ジブリール）
- アカメが斬る!（マイン）
- 六畳間の侵略者!?（クラリオーサ・ダオラ・フォルトーゼ）
- ドラえもん（テレビ朝日版第2期）（ラピス）
- 旦那が何を言っているかわからない件（2014年 - 2015年、カオル） - 2シリーズ
- クロスアンジュ 天使と竜の輪舞（2014年 - 2015年、ヒルダ / ヒルデガルト・シュリーフォークト）
- 繰繰れ! コックリさん（ナレーション）
- ガールフレンド（仮）（時谷小瑠璃）
- SHIROBAKO（相馬）
- 俺、ツインテールになります。（メガ・ネプチューン＝Mk.II）

2015年
- アブソリュート・デュオ（月見璃兎）
- 高宮なすのです! 〜てーきゅうスピンオフ〜（高宮あやの）
- それが声優!（田村ゆかり〈本人役〉）
- 学戦都市アスタリスク（ヴァイオレット・ワインバーグ）

2016年
- シュヴァルツェスマーケン（ベアトリクス・ブレーメ）
- 坂本ですが?（カナちゃん）
- 少年メイド（小宮千代）
- Re:ゼロから始める異世界生活（2016年 - 2025年、プリシラ、カペラ〈プリシラ〉） - 4シリーズ / 2020年に第1期新編集版が放送
- アンジュ・ヴィエルジュ（彩城天音）
- アクティヴレイド -機動強襲室第八係- 2nd（エミリア・エデルマン）
- 斉木楠雄のΨ難（2016年 - 2018年、夢原知予） - 2シリーズ + 完結編
- マジきゅんっ!ルネッサンス（愛ヶ咲さくら）

2017年
- セイレン（鬼型雅美）
- アイドル事変（白神沙希）
- アリスと蔵六（カッコいいお姉さん）
- ツインエンジェルBREAK（水無月遥）
- GRANBLUE FANTASY The Animation（2017年 - 2019年、イオ） - 2シリーズ
- 恋愛暴君（マヴロ）
- てーきゅう（高宮あやの）
- 異世界食堂（2017年 - 2021年、ヴィクトリア・サマナーク） - 2シリーズ
- コンビニカレシ（木崎和架）
- ナイツ&マジック（エレオノーラ・ミランダ・クシェペルカ）
- セントールの悩み（エリ）
- 魔法陣グルグル（ミルカ姫）
- カードファイト!! ヴァンガードG Z（グレドーラ）
- 血界戦線 & BEYOND（ミラ・ゴードン）

2018年
- オーバーロードII（番外席次）
- HUGっと!プリキュア（2018年 - 2019年、ルールー〈ルールー・アムール〉 / キュアアムール）
- LOST SONG（フィーニス）
- ラストピリオド -終わりなき螺旋の物語-（ちょこ、古手梨花）
- 魔法少女 俺（玉川未散）
- フルメタル・パニック! Invisible Victory（ユーカリ〈M9クルツ機のAI〉）
- Cutie Honey Universe（ミスティーハニー）
- BORUTO-ボルト- NARUTO NEXT GENERATIONS（2018年 - 、テンテン）
- 踏切時間（雪子、雪子の娘）
- ISLAND（御原凛音、リンネ・オハラ）

2019年
- ぱすてるメモリーズ（ドールA）
- revisions リヴィジョンズ（ムキュー・イスルギ）
- 忍たま乱太郎の宇宙大冒険 with コズミックフロント☆NEXT 宇宙の果てまで宝探し！の段（ユニ）
- ポプテピピック TVスペシャル 青龍ver.（ポプ子〈第13話Aパート〉）
- グランベルム（土御門四翠）
- どるふろ（2019年 - 2020年、M4 SOPMOD II、M4 SOPMOD II jr） - 2シリーズ
- 妖怪ウォッチ シリーズ（2019年 - 2023年、コマみ） - 2シリーズ 
- あひるの空（ユウ）
- ポチっと発明 ピカちんキット（サクちんのママ）
- 俺を好きなのはお前だけかよ（ローリエ〈如月桂樹〉）

2020年
- 群れなせ!シートン学園（肌野ミキ）
- 八十亀ちゃんかんさつにっき シリーズ（2020年 - 2021年、福岡女子 / 難橋豊音） - 2シリーズ
- 戦乙女の食卓（2020年 - 2021年、テレサ・アポカリプス） - 2シリーズ
- ド級編隊エグゼロス（ケイカイ蟲）
- ひぐらしのなく頃に業（2020年 - 2021年、古手梨花） - 2シリーズ
- ぐらぶるっ!（イオ）
- いわかける! - Sport Climbing Girls -（来栖アンネ）
- とーとつにエジプト神（2020年 - 2023年、サ・タ ） - 2シリーズ

2021年
- 装甲娘戦機（ネイト）
- はたらく細胞!!（日和見菌1）
- のりものまん モービルランドのカークン（2021年 - 2022年、ブルミ）
- スライム倒して300年、知らないうちにレベルMAXになってました（2021年 - 2025年、ペコラ） - 2シリーズ
- ゾンビランドサガ リベンジ（藤子）
- セブンナイツ レボリューション -英雄の継承者-（ヴァネッサ）
- 死神坊ちゃんと黒メイド（謎の少女）
- 出会って5秒でバトル（恋華）
- 100万の命の上に俺は立っている（アイリス）
- ドラゴンクエスト ダイの大冒険 (2020)（2021年 - 2022年、アルビナス）
- 世界最高の暗殺者、異世界貴族に転生する（女神）
- かぎなど（2021年 - 2022年、川澄舞、春原芽衣、みちる） - 2シリーズ

2022年
- ドールズフロントライン（M4 SOPMOD II）
- 怪人開発部の黒井津さん（式島怜央 / マギアローゼ）
- BIRDIE WING -Golf Girls' Story-（2022年 - 2023年、姫川みずほ） - 2シリーズ
- 恋は世界征服のあとで（究極怪人）
- おじゃる丸（さっちゃん）
- 農民関連のスキルばっか上げてたら何故か強くなった。（イルビア）

2023年
- 私の百合はお仕事です!（御子柴舞）
- 僕の心のヤバイやつ（2023年 - 2024年、市川香菜） - 2シリーズ
- 異世界召喚は二度目です（クロイヌ）
- ちいかわ（グーチョキパー / グーチョキパーの擬態型）
- ダークギャザリング（三崎安奈）

2024年
- HIGHSPEED Étoile（ami）
- Lv2からチートだった元勇者候補のまったり異世界ライフ（ウリミナス）
- 異世界スーサイド・スクワッド（??? / リッチ）
- パーティーから追放されたその治癒師、実は最強につき（ラルマ）
- ぷにるはかわいいスライム（2024年 - 2025年、西山華音） - 2シリーズ

2025年
- 銀河特急 ミルキー☆サブウェイ（水無瀬ミナミ）
- 地球のラテール（ラテール）

### 劇場アニメ
1997年
- 劇場版 天地無用! 真夏のイヴ

1998年
- ザ☆ドラえもんズ ムシムシぴょんぴょん大作戦!（ヤゴロボ）

1999年
- クレヨンしんちゃん 爆発!温泉わくわく大決戦（指宿）

2002年
- ヒカルの碁 特別編・裁きの一局!いにしえの華よ咲け!!（ちさと / 葵の君）

2009年
- 劇場版 NARUTO -ナルト- 疾風伝 火の意志を継ぐ者（テンテン）

2010年
- 魔法少女リリカルなのは The MOVIE 1st（高町なのは）

2011年
- 劇場版 NARUTO -ナルト- ブラッド・プリズン（テンテン）
- スクライド オルタレイション TAO（由詑かなみ）

2012年
- ROAD TO NINJA -NARUTO THE MOVIE-（テンテン）
- スクライド オルタレイション QUAN（由詫かなみ）
- 魔法少女リリカルなのは The MOVIE 2nd A's（高町なのは）

2013年
- 劇場版 STEINS;GATE 負荷領域のデジャヴ（阿万音鈴羽）
- どーにゃつ（どーにゃつ）

2015年
- BORUTO -NARUTO THE MOVIE-（テンテン）

2016年
- きんいろモザイク Pretty Days（大宮勇）
- 劇場版 探偵オペラ ミルキィホームズ〜逆襲のミルキィホームズ〜（遠山咲）

2017年
- 劇場版 黒執事 Book of the Atlantic（エリザベス・ミッドフォード）
- クレヨンしんちゃん 襲来!!宇宙人シリリ（指宿）
- ノーゲーム・ノーライフ ゼロ（ジブリール）
- 魔法少女リリカルなのは Reflection / Detonation（2017年 - 2018年、高町なのは、シュテル） - 2部作

2018年
- 映画 HUGっと!プリキュア♡ふたりはプリキュア オールスターズメモリーズ（ルールー・アムール / キュアアムール）

2019年
- 映画 プリキュアミラクルユニバース（ルールー・アムール / キュアアムール）

2020年
- 映画 プリキュアミラクルリープ みんなとの不思議な1日（ルールー・アムール / キュアアムール）

2021年
- シドニアの騎士 あいつむぐほし（市ヶ谷テルル）
- 劇場版 きんいろモザイク Thank You!!（大宮勇）

2022年
- ガディガルズ

2023年
- 妖怪ウォッチ♪ ジバニャンvsコマさん もんげー大決戦だニャン（コマみ）

2024年
- 機動戦士ガンダムSEED FREEDOM（アウラ・マハ・ハイバル）
- PUI PUI モルカー ザ・ムービー MOLMAX（大魔法天使もるみ）

### OVA
1997年
- 魔法少女プリティサミー3
- バトルアスリーテス大運動会（スタッフ）

1999年
- 機動戦士ガンダム 第08MS小隊 ラスト・リゾート（女の子C）

2000年
- それいけ!アンパンマン おうたとてあそびたのしいね VOL.1（くるくるくるちゃん）
- 炎のらびりんす上巻、下巻（カスミ）
- 勇者王ガオガイガーFINALFinal.01、02、03、04（光竜&闇竜 / 天竜神）

2001年
- Memories Off（音羽かおる）

2002年
- Kanon（川澄舞）※DVD全巻購入特典
- スクライド ファンディスク（由詫かなみ）
- ナースウィッチ小麦ちゃんマジカルて（櫻井明日香）

2004年
- インタールード（玉城麻衣子）
- コゼットの肖像（西本香織）
- 低俗霊DAYDREAM（椚アイ）

2005年
- いつだってMyサンタ!（マイマイ）
- おとぎ銃士 赤ずきん（赤ずきん）

2006年
- Kanon PRELUDE（川澄舞）
- 舞-乙HiME Zwei（ミドリ）

2008年
- クイズマジックアカデミー〜オリジナルアニメーション〜（クララ）
- 快盗天使ツインエンジェル上巻、下巻（水無月遥）
- 舞-乙HiME 0〜S.ifr〜（ミドリ）

2009年
- ひぐらしのなく頃に礼（古手梨花 / 古手桜花）
- D.C.if 〜ダ・カーポ イフ〜（芳乃さくら）

2011年
- アスタロッテのおもちゃ! EX（塔原明日葉）
- ひぐらしのなく頃に煌（古手梨花）
- 星空へ架かる橋（団優花）

2012年
- 片翼のクロノスギア（カスガ＝ツボミ）
- C3 -シーキューブ-（フィア） - BD/DVD第5巻TV未放送話

2013年
- 波打際のむろみさん（むろみさん）※コミックス第9巻DVD付特装版

2014年
- IS 〈インフィニット・ストラトス〉2 ワールド・パージ編（篠ノ之束）

2015年
- 黒執事 Book of Murder（エリザベス・エセル・コーディリア・ミッドフォード）

### Webアニメ
- i-wish you were here-（2001年、アイ）
- 俺の妹がこんなに可愛いわけがない（2011年 - 2013年、来栖加奈子、星野くらら） -  2シリーズ
- 斉木楠雄のΨ難 Ψ始動編（2019年、夢原知予）
- 幼女社長（2021年、なじむの母[190]）
- とーとつにエジプト神（2021年、サ・タ[191]）
- 銀魂 THE SEMI-FINAL 真選組篇（2021年、花野アナ / 花野咲）
- どるふろ -癒し篇2-（2021年、M4 SOPMOD II[192]、M4 SOPMOD II jr、こけし）
- 人形学園（2022年、暗影の十字架、模造十字架[193]、テレサ）
- ツイヤバ（2023年、市川香菜）
- Fate/Grand Order 藤丸立香はわからない Season2（2024年、卑弥呼）

### ゲーム
1997年
- アーマード・コア（COMTYPE・STANDERD / ムラクモミレニアム）
- アーマード・コア プロジェクトファンタズマ（COMTYPE・STANDERD / ムラクモミレニアム）
- どきどきシャッターチャンス☆〜恋のパズルを組み立てて〜（佐藤涼子）

1998年
- アナザー・メモリーズ（シャーロット・マクウェイン）
- 英雄志願 -Gal Act Heroism-（ネネ）
- エーベルージュスペシャル〜恋と魔法の学園生活〜（ユーロス・プロバンス）
- クリスタルクラス-王立聖ファリス女学園 水晶組-（フロゥル・カール）
- スターグラディエイター2（ジューン、エル）
- 東京魔人學園剣風帖（遠野杏子）
- 爆走デコトラ伝説〜男一匹夢街道〜（野波亜紀）
- バトルアスリーテス大運動会 オルタナティブ（嵐子）
- プリンセスメーカー ポケット大作戦（ウズ）
- 炎の料理人クッキングファイター好（クミン）
- マール王国の人形姫（ミャオ・カルカンスキー）

1999年
- アーマード・コア マスターオブアリーナ（COMTYPE・STANDERD / ムラクモミレニアム）
- Lの季節 〜A piece of memories〜（弓倉さやか）
- 快刀乱麻 雅（大河内千尋）
- グリントグリッター（ミナ）
- 戦国美少女絵巻 空を斬る!!〜春風の章〜（ひな）
- トゥルーラブストーリー2（君子）
- ときめきメモリアル2（伊集院メイ）
- リトルプリンセス マール王国の人形姫2（ミャオ・カルカンスキー / ニャンコ / ニャンシー）
- Memories Off（音羽かおる）
- Little Lovers SHE SO GAME（伊藤真衣子）

2000年
- RPGツクール2000 サンプルゲーム「花嫁の冠」（ロッカ）
- Kanon（川澄舞）
- サモンナイト（リプレ）
- タイニーバレット（カーラ）
- 天使のプレゼント マール王国物語（ミャオ・カルカンスキー）
- ブレイブサーガ2（光竜、闇竜、天竜神）
- 燃えろ!ジャスティス学園（EDITキャラ女子）

2001年
- AIR（みちる）
- エンジェリック・コンサート（クリノン・リヴァーレ）
- 火焔聖母 〜The Virgin on Megiddo〜（華竜院巴）
- ときめきメモリアル2 Substories Leaping School Festival（伊集院メイ）
- ときめきメモリアル2 対戦ぱずるだま（伊集院メイ）
- マールDEジグソー（ミャオ・カルカンスキー）
- 無敵王トライゼノン（宗像梨紅）

2002年
- Only you リベルクルス（鈴麗蘭）
- 機動新撰組 萌えよ剣（叶鈴香）
- GALAXY ANGEL（蘭花・フランボワーズ）
- グランディア エクストリーム（ミャム）
- げっちゅ屋★げっちゅ!（ミケ）
- ソウルキャリバーII（タリム）
- 東京魔人學園外法帖（遠野杏花）
- ときめきにゃの★げっちゅ!（ミケ）
- トライアングル・アゲイン（榊原類）
- ラ・ピュセル 光の聖女伝説（ショコラ）

2003年
- インタールード（玉城麻衣子）
- 一撃殺虫!!ホイホイさん（ホイホイさんクール）
- 吸血姫夕維 〜千夜抄〜（四ツ谷千沙）
- GALAXY ANGEL Moonlit Lovers（蘭花・フランボワーズ）
- クイズマジックアカデミー（クララ / アメリア先生）
- SAKURA 〜雪月華〜（出雲明日香）
- 式神の城II（アララ・クラン）
- D.C.P.S. 〜ダ・カーポ〜 プラスシチュエーション（芳乃さくら）
- ダンシングソード 〜閃光〜（ミィミィ）
- ナースウィッチ小麦ちゃんマジカルちゃん炎のArashi! 掲示板大決戦（櫻井明日香）
- NARUTO -ナルト- ナルティメットヒーロー（テンテン）
- 信長の野望Online（女性キャラクター）
- ビストロ・きゅーぴっと2（ネメシア・ワームウッド）
- マールじゃん!!（ミャオ・カルカンスキー / ショコラ）
- メモオフみっくす（音羽かおる）
- Memories Off Duet〜1st&2nd stories〜（音羽かおる）

2004年
- エンジェリック・コンサート アンコール（クリノン・リヴァーレ）
- GALAXY ANGEL Eternal Lovers（蘭花・フランボワーズ）
- クイズマジックアカデミー2（クララ）
- 神魂合体ゴーダンナー!!（エリス・ヴァレンタイン）
- ゾイドインフィニティ、EX（カノン）
- ちゅ〜かな雀士てんほー牌娘（マリー・プーペ）
- DearS（ニア）
- 東京魔人學園外法帖血風録（遠野杏花）
- Φなる・あぷろーち（守屋美紀）
- NARUTO-ナルト-ナルティメットヒーロー2（テンテン）
- ファントム・ブレイブ（ミャオ）
- ベルセルク 千年帝国の鷹篇 聖魔戦記の章（イバレラ）
- Monochrome（桐丘千歳）

2005年
- エンジェリック・ヴェール新伝 エフェメール島綺譚（ソレイユ / エトワール）
- GALAXY ANGEL EX（蘭花・フランボワーズ）
- クイズマジックアカデミー3（クララ）
- 極上生徒会（蘭堂りの / プッチャン）
- 新世紀勇者大戦（江草美理）
- ソウルキャリバーIII（タリム）
- ゾイドインフィニティEX NEO（カノン）
- 第3次スーパーロボット大戦α 終焉の銀河へ（光竜&闇竜 / 天竜神）
- D.C. Four Seasons 〜ダ・カーポ〜 フォーシーズンズ（芳乃さくら）
- ちゅ〜かな雀士てんほー牌娘SPECIAL（マリー・プーペ）
- NANA（上原美里）
- NARUTO-ナルト-ナルティメットヒーロー3（テンテン）
- White Princess the second 〜やっぱり一途にいってもそうじゃなくてもOKなご都合主義学園恋愛アドベンチャー!!〜（桜乃穂乃香）
- ふぁいなるあぷろーちファンディスク（守屋美紀）
- プリンセスコンチェルト（アルト）
- 舞-HiME 運命の系統樹（杉浦碧 / 正義の味方）
- Memories Off After Rain Vol.1 折鶴（音羽かおる）
- Memories Off After Rain vol.3 卒業（音羽かおる）
- らき☆すた 萌えドリル（宮河ひかげ）
- ルーンプリンセス（メアリッテ・サジテリアリア）

2006年
- エンジェリック・コンサート アンコールXP対応（クリノン・リヴァーレ）
- おとぎ銃士 赤ずきん（赤ずきん）
- かしまし 〜ガール・ミーツ・ガール〜「初めての夏物語。」（来栖とまり）
- GALAXY ANGEL II 絶対領域の扉（蘭花・フランボワーズ）
- CLANNAD（春原芽衣）
- サモンナイト4（リプレ / リューム）
- 灼眼のシャナ（“愛染他”ティリエル）
- ゾイドインフィニティEX PLUS（カノン）
- NARUTO-ナルト-ナルティメットポータブル（テンテン）
- ひぐらしデイブレイク（古手梨花）
- ブレイドダンサー 千年の約束（テス）
- 魔界戦記ディスガイア2（ロザリンド）
- ランブルローズXX（ラムダ）

2007年
- GALAXY ANGEL II 無限回廊の鍵（蘭花・フランボワーズ）
- クイズマジックアカデミー4（クララ）
- シャイニング・フォース イクサ（ファークリン）
- SNOW -PORTABLE-（日和川旭）
- スターオーシャン1 First Departure（ペリシー）
- 疾風伝 激闘忍者大戦!EX、EX2（テンテン）
- NARUTO-ナルト-疾風伝 ナルティメットアクセル、2（テンテン）
- ニトロ+ロワイヤル -ヒロインズデュエル-（瑞麗）
- とびだせ!トラぶる花札道中記（星神）
- ひぐらしデイブレイク改（古手梨花）
- ひぐらしのなく頃に祭（古手梨花、梨花の母、古手桜花）
- ひぐらしのなく頃に祭 カケラ遊び（古手梨花、梨花の母、古手桜花）
- Fate/stay night [Réalta Nua]（ルヴィアゼリッタ 他）
- Myself ; Yourself（若月朱里）
- もえたんしゅ〜ていんぐ（虹原いんく / パステルいんく）
- 真・らき☆すた 萌えドリル 〜旅立ち〜（宮河ひかげ）
- eXceed3rd -JADE PENETRATE- （ルゥ・シエル）

2008年
- Lの季節2 -invisible memories-（弓倉さやか）
- お掃除戦隊くりーんきーぱー（夏川京子）
- クイズマジックアカデミー5（クララ）
- クイズマジックアカデミーDS（クララ）
- CLANNAD FULL VOICE（春原芽衣）
- 恋する乙女と守護の楯 The shield of AIGIS（綾小路若菜）
- ソウルキャリバーIV（タリム）
- D.C.II P.S. 〜ダ・カーポII〜 プラスシチュエーション（芳乃さくら）
- NARUTO -ナルト- 疾風伝 激闘忍者大戦!EX3（テンテン）
- naxat soft reach mania vol.1 CRギャラクシーエンジェル（蘭花・フランボワーズ）
- ひぐらしのなく頃に絆 第一巻・祟（古手梨花）
- ひぐらしのなく頃に絆 第二巻・想（古手梨花）
- ひぐらしデイブレイクPortable（古手梨花）
- 武装神姫 BATTLE RONDO（ハイマニューバトライク型MMS イーダ）
- 魔界戦記ディスガイア3（ロザリンド）※ダウンロードコンテンツで登場
- もえたんDS（虹原いんく / パステルいんく）
- 桃色大戦ぱいろん（高岡みこと）
- Wonderland ONLINE（コピュア）

2009年
- アイテムゲッター 〜僕らの科学と魔法の関係〜（イザベル・W・フローレンス）
- お掃除戦隊くりーんきーぱーH（夏川京子）
- 快盗天使ツインエンジェル 幻の少女（水無月遥）
- GALAXY ANGEL II 永劫回帰の刻（蘭花・フランボワーズ）
- クイズマジックアカデミー6（クララ）
- 黒執事 Phantom & Ghost（エリザベス・エセル・コーディリア・ミッドフォード）
- グローランサー（アメリア）
- STEINS;GATE（阿万音鈴羽）
- ソウルキャリバー Broken Destiny（タリム）
- D.C.I.F. 〜ダ・カーポ〜 イノセントフィナーレ（芳乃さくら）
- Dance×Mixer（キャラボイス）
- NARUTO -ナルト- ナルティメットストーム（テンテン）
- ひぐらしデイブレイクPortable MEGA EDITION（古手梨花）
- ひぐらしのなく頃に絆 第三巻・螺（古手梨花）
- ひぐらしの哭く頃に 雀（古手梨花）
- フォーチュンサモナーズ 〜アルチェの精霊石〜 Deluxe（アルチェ）
- PRIUS ONLINE（アニマ）
- ぼ〜そ〜恋娘（蒔田歩美）
- Myself;Yourself それぞれのfinale（若月朱里）
- ラ・ピュセル†ラグナロック（少女／ショコラ）

2010年
- eXceed3rd -JADE PENETRATE- BLACK PACKGE（ルゥ・シエル）
- うみねこのなく頃に 〜魔女と推理の輪舞曲〜（ベルンカステル）
- ゲームブックDS アクエリアンエイジ Perpetual Period（ルゥリィ）
- クイズマジックアカデミーDS 〜二つの時空石〜（クララ）
- 恋する乙女と守護の楯 Portable（綾小路若菜）
- シャイニング・ハーツ（ミストラル・ネレイス）
- D.C.I&II P.S.P. 〜ダ・カーポI&II〜 プラスシチュエーション ポータブル（芳乃さくら）
- 探偵オペラ ミルキィホームズ（遠山咲）
- テイルズ オブ ファンタジア なりきりダンジョンX（エトス）
- パチスロひぐらしのなく頃に祭（古手梨花）
- ひぐらしのなく頃に絆 第四巻・絆（古手梨花、古手桜花）
- ひまわり -Pebble in the Sky- Portable（アクア）
- 武装神姫 BATTLE MASTERS（ハイマニューバトライク型MMS イーダ）
- 魔法少女リリカルなのはA's PORTABLE -THE BATTLE OF ACES-（高町なのは、星光の殲滅者〈Material-S〉）
  - DLマガジン デジタルなのは（高町なのは）

- 4じてん。 四字熟王立学院中等部 定期試験（鬼面・仏心）

2011年
- うみねこのなく頃に散 〜真実と幻想の夜想曲〜（ベルンカステル）
- 俺の妹がこんなに可愛いわけがない ポータブル（来栖加奈子）
- 海賊戦隊ゴーカイジャー あつめて変身!35戦隊!（ナビィ）
- 快盗天使ツインエンジェル〜時とセカイの迷宮〜（水無月遥）
- 鬼哭街（孔瑞麗）
- ぎゃる☆がん（ぱたこ）
- クイーンズゲイト スパイラルカオス（虹原いんく）
- クイズマジックアカデミー8（クララ）
- 最後の約束の物語（セレス）
- Steins;Gate 比翼恋理のだーりん（阿万音鈴羽）
- セブンスドラゴン2020（エメル、キャラメイクボイス）
- つくものがたり（倉科珠希）
- ファントムブレイカー（芽衣）
- マザーグースの秘密の館 〜BLUE LABEL〜（ヴィオラ＝ミンツ）
- 魔法少女リリカルなのはA's PORTABLE -THE GEARS OF DESTINY-（高町なのは、シュテル・ザ・デストラクター）
- 武装神姫 BATTLE MASTERS Mk.2（ハイマニューバトライク型MMS イーダ）
- 嫁コレ（阿万音鈴羽、塔原明日葉、古手梨花、フィア、山乃檸檬、筒隠つくし、夏川真涼、ジブリール）

2012年
- 圧倒的遊戯 ムゲンソウルズ（シュシュ・インフィニット）
- 鬼武者Soul（黄梅院、有馬ルチア、筒井順慶、細川真之棗、果心居士、白峰みこと、雛 他）
- 俺の妹がこんなに可愛いわけがない ポータブルが続くわけがない（来栖加奈子）
- ぎゃる☆がん PS3版（ぱたこ）
- 極限脱出ADV 善人シボウデス（四葉）
- クイズマジックアカデミー 賢者の扉（クララ）
- シャイニング・ブレイド（ミスティ）
- 探偵オペラ ミルキィホームズ2（遠山咲）
- NARUTO -ナルト-SD パワフル疾風伝（テンテン）
- ヒーローズファンタジア（杉浦碧、由詑かなみ）
- PROJECT X ZONE（黄龍寺美依）
- モンスターハンター フロンティア オンライン（VOICE TYPE33、34）

2013年
- 圧倒的遊戯 ムゲンソウルズZ（シュシュ）
- 英雄伝説 閃の軌跡（ミスティ）
- 俺の妹がこんなに可愛いわけがない。HappyenD（来栖加奈子）
- ガールフレンド（仮）（時谷小瑠璃）
- 境界線上のホライゾン PORTABLE（エリザベス）
- 世界名作童話 親子で読めるゲーム絵本（美女と野獣）
- セブンスドラゴン2020-II（ムラクモ、エメル）
- 蒼穹のスカイガレオン（ネフティス、ネプトゥース、グロリアーナ・エドワード）
- Tiny×MACHINEGUN THE GAME（タイニー・マクダニエル）
- デモンゲイズ（ルル）
- NARUTO -ナルト- 疾風伝 ナルティメットストーム3（テンテン）
- ファンタジスタドール ガールズロワイヤル（コノ・シー）
- ファントムブレイカー: エクストラ（折坂芽衣）
- 変態王子と笑わない猫。（筒隠つくし）
- 恋愛0キロメートル Portable（小沢芽瑠）

2014年
- 英雄伝説 閃の軌跡 II（ヴィータ・クロチルダ）
- 鬼武者Soul カードラッシュ
- 俺の屍を越えてゆけ2（トンカラリン）
- クイズマジックアカデミー 天の学舎（クララ）
- グランブルーファンタジー（2014年 - 2024年、イオ・ユークレース、みぅちゃん） - 4作品
- クレヨンしんちゃん 嵐を呼ぶ カスカベ映画スターズ!（指宿）
- 白猫プロジェクト（ウィズ）
- 超ヒロイン戦記（レッドエンジェル、古手梨花）
- 進め! 闇魔法結社（プリンセス・ジョーカー / セラ）
- NARUTO -ナルト- 疾風伝 ナルティメットストームレボリューション（テンテン）
- ファントム オブ キル（ラブリュス）
- ロボットガールズZ ONLINE（ミケーネたん / 暗黒大将軍子）

2015年
- IS 〈インフィニット・ストラトス〉 2 ラブ アンド パージ（篠ノ之束）
- ガールフレンド(仮) きみと過ごす夏休み（時谷小瑠璃）
- ぎゃる☆がん だぶるぴーす（天使ぱたこ）
- クイズRPG 魔法使いと黒猫のウィズ（ウィズ）
- グリモア〜私立グリモワール魔法学園〜（犬川寧々）
- クロスアンジュ 天使と竜の輪舞tr.（ヒルダ / ヒルデガルト・シュリーフォークト）
- ケイオスドラゴン 混沌戦争（ポポロッタ）
- 幻獣契約クリプトラクト（2015年 - 2023年、リーゼロッテ）
- Goes!（浮世離れした雰囲気の少年）
- シュヴァルツェスマーケン 紅血の紋章（ベアトリクス・ブレーメ）
- STEINS;GATE 0（阿万音鈴羽、阿万音由季）
- STELLA GLOW（ヒルダ）
- セブンスドラゴンIII code:VFD
- タワー オブ プリンセス（シンデレラ）
- チェインクロニクル（2015年 - 2018年、ラナ、エレメンガルト、クズノハ、水無月遥、高町なのは、リーア）
- 神刻の娘
- ニトロプラス ブラスターズ -ヒロインズ インフィニット デュエル-（瑞麗）
- 白衣性愛情依存症（武田さくや）
- ひぐらしのなく頃に粋（古手梨花、古手桜花）
- ひまわり-Pebble in the Sky- PS Vita版（アクア）
- ブレードアークス from シャイニングEX（ミスティ）
- PROJECT X ZONE 2:BRAVE NEW WORLD（ジューン・リン・ミリアム）
- ポポロクロイス牧場物語（アイリス）
- ミラクルガールズフェスティバル（木下林檎 / 草壁ゆか）
- メイデンクラフト（黒闇光紗）
- LINE クロスレギオン（ティファレス）
- リリーと魔神の物語（ラネット・ステルツィア）
- ロイヤルフラッシュヒーローズ（マルガレーテ）

2016年
- ISLAND（御原凛音）
- アンジュ・ヴィエルジュ〜ガールズバトル〜（彩城天音）
- イノセントベイン（青木蘭子）
- エンドライド -X fragments-（サンライト）
- 学戦都市アスタリスクフェスタ 煌めきのステラ（ヴァイオレット・ワインバーグ）
- サモンナイト6 失われた境界たち（リューム）
- 真空管ドールズ（アリア）
- 戦国乙女〜LEGEND BATTLE〜（織田ノブナガ）
- NARUTO -ナルト- 疾風伝 ナルティメットストーム4（テンテン）
- シュヴァルツェスマーケン 殉教者たち（ベアトリクス・ブレーメ）
- NOeSIS 羽化（鹿倉憂姫）
- ソラヒメ ACE VIRGIN -銀翼の戦闘姫-（Tu-22m、B-25 ミッチェル、B-36 ピースメーカー）
- ラストピリオド -終わりなき螺旋の物語-（ちょこ）
- ワールド オブ ファイナルファンタジー（イフリータ）
- モンスターストライク（2016年 - 2024年、ナイチンゲール、帰蝶）
- WAR OF BRAINS（悪女アラディア、悪戯幼女バレッタ・ピーチ、夢見るデヴィ）
- League of Legends（ナー）

2017年
- 快盗天使ツインエンジェル〜そして神話の乙女たち〜（水無月遥）
- 崩壊3rd（テレサ・アポカリプス、武装人形「模造十字架」「暗影の十字架」）
- スーパーロボット大戦V（ヒルダ）
- ZERO ESCAPE 9時間9人9の扉 善人シボウデス ダブルパック（四葉）
- Re:ゼロから始める異世界生活 -DEATH OR KISS-（プリシラ・バーリエル）
- ビーナスイレブンびびっど！（ビャクシニ、ミレーヌ、桃咲こまち）
- ブラックローズサスペクツ（ララ・ミケーレ）
- ミトラスフィア（ネキア商人、ジョセフィーヌ、キャラ語尾）
- 英雄伝説 閃の軌跡 III（ヴィータ・クロチルダ）
- かんぱに☆ガールズ（ジブリール）
- デスティニーチャイルド（メティス）
- 咲-Saki- 全国編Plus（瑞原はやり）
- きららファンタジア（大宮勇）

2018年
- Wonderland Wars（2018年 - 2020年、泉の武器商人ヘルメス、妲己、玉藻）
- ファイアーエムブレム ヒーローズ（2018年 - 2024年、レーギャルン、リィレ）
- STEINS;GATE ELITE（阿万音鈴羽）
- 三国覇王戦記〜乱世の系譜〜
- スーパーロボット大戦X（ヒルダ）
- 斉木楠雄のΨ難 妄想暴走 Ψキックバトル（夢原知予）
- ブレイブソード×ブレイズソウル（エラー、パンドラ、メビウス）
- フルメタル・パニック！ 戦うフー・デアーズ・ウィンズ（ユーカリ）
- CARAVAN STORIES（アッザリア）
- 英雄伝説 閃の軌跡IV -THE END OF SAGA-（ヴィータ・クロチルダ）
- スターオーシャン:アナムネシス（ペリシー）
- 白猫テニス（蒼の王）
- ドールズフロントライン（M4 SOPMODII）
- プリキュア つながるぱずるん（ルールー・アムール / キュアアムール）
- ロックマン11 運命の歯車!!（ラバーマン）
- なりキッズパーク HUGっと!プリキュア（ルールー・アムール / キュアアムール）
- バハムートラビリンス（キルケ―、アウローラ）

2019年
- ひぐらしのなく頃に奉（古手梨花、古手桜花）
- 47 HEROINES（石蕗文）
- エンゲージプリンセス〜眠れる姫君と夢の魔法使い〜（星神パステル）
- SNK オールスター（チュートリアルCV）
- D.C.4 〜ダ・カーポ4〜（芳乃さくら / ちぇし）
- キングスレイド（セシリア）
- マギアレコード 魔法少女まどか☆マギカ外伝（高町なのは）
- 蒼藍の誓い ブルーオース（アラバマ、ホーエル）
- キルラキル ザ・ゲーム -異布-（針目縫）
- 蒼天のスカイガレオン（ネフティス、ネプトゥース、グロリアーナ・エドワード）
- Project NOAH -プロジェクト・ノア-（辰宮乙姫）
- ガール・カフェ・ガン（イーコス・キレニア）
- 東方キャノンボール（レミリア・スカーレット）
- 〈物語〉シリーズ ぷくぷく（とがめ）
- エピックセブン（アンジェリカ）
- 妖怪ウォッチ ワールド（コマみ）
- アークオーダー（ラー、ヴェルダンディ）
- 魔界戦記ディスガイアRPG（ロザリンド）
- 妖怪ウォッチ ぷにぷに（コマみ、小牧駒美）
- スターオーシャン1 First Departure R（ペリシー）
- 妖怪三国志 国盗りウォーズ（コマみ）
- メモリーズオフ -Innocent Fille- for Dearest（音羽かおる）

2020年
- Kick-Flight（ユイエン）
- エースヴァージン: 再出撃（Tu-22M、B-25 ミッチェル、B-36 ピースメーカー）
- 共闘ことばRPG コトダマン（ナイチンゲール）
- アイドルマスター シンデレラガールズ スターライトステージ（イオ）
- CHUNITHM CRYSTAL（八咫烏鋼太郎）
- セイクリッドブレイド（リア）
- ステラクロニクル（アテナ、リカー）
- 放置少女〜百花繚乱の萌姫たち〜（2020年 - 2021年、大嶽丸、黒田官兵衛）
- OGRE TALE –鬼譚-（彩羽）
- SINoALICE -シノアリス-（古手梨花）
- ひぐらしのなく頃に 命（古手梨花）
- Re:ゼロから始める異世界生活 Lost in Memories（プリシラ・バーリエル）
- 原神（2021年 - 2022年、七七、ナヒーダ）
- ファイナルギア -重装戦姫-（ドロレス）
- Fate/Grand Order（2020年 - 2021年、卑弥呼）
- ワールドフリッパー（ディーネ）
- KAMEN RIDER memory of heroez（アイ）
- 刀使ノ巫女 刻みし一閃の燈火（高町なのは）
- セブンナイツ〜時空の旅人〜（ヴァネッサ）

2021年
- うみねこのなく頃に咲 〜猫箱と夢想の交響曲〜（ベルンカステル）
- Re:ゼロから始める異世界生活 偽りの王選候補（プリシラ・バーリエル）
- ぎゃる☆がん りたーんず（ぱたこ）
- ブルーアーカイブ -Blue Archive-（2021年 - 2022年、薬子サヤ）
- D.C.4 Fortunate Departures 〜ダ・カーポ4〜 フォーチュネイトデパーチャーズ（ちぇし）
- ポケモンマスターズEX（2021年 - 2023年、マリィ）
- ブラック・サージナイト（アケロン）
- アカシッククロニクル〜黎明の黙示録（星夢）
- Re:ゼロから始める異世界生活 禁書と謎の精霊（プリシラ）
- ヒプノシスマイク -Alternative Rap Battle-（徒矢金糸雀）
- ぷよぷよ!!クエスト（プリシラ・バーリエル）
- アーテリーギア -機動戦姫-（エリカ）
- アリス・ギア・アイギス（阿万音鈴羽）

2022年
- ヴェルヴェット・コード（陸奥）
- ファントムブレイカー オムニア（折坂芽衣）
- 聖剣伝説 ECHOES of MANA（マナの女神）
- ANONYMOUS;CODE（JUNO）
- Re:ゼロから始める異世界生活 INFINITY（プリシラ）
- beatmania IIDX 30 RESIDENT（梅桐天土）
- ドラゴンクエスト トレジャーズ 蒼き瞳と大空の羅針盤（ベニーシャ、ヘルコンドル族、ゴーレム族、キングスライム族、キラーマシン族）

2023年
- Kanon（川澄舞）- Switch版
- ガーディアンテイルズ（クララ)
- 超探偵事件簿 レインコード（メラミ＝ゴールドマイン）
- アークナイツ（ミュルジス）
- 東方幻想エクリプス（八雲紫）
- エーテルゲイザー（ヘル）

2024年
- ファントム オブ キル -オルタナティブ・イミテーション-（ラブリュス）
- ロリポップチェーンソー リポップ（ジュリエット・スターリング）
- レゾナンス:無限号列車（ハルカ）
- カルドアンシェル（ぱたこ）
- アッシュエコーズ（雲無月）
- Link!Like!ラブライブ!（慈の母）

2025年
- フェスバ+（ウィズ）
- ペルソナ5: The Phantom X（メロぺ）

### CD

#### ドラマCD
1997年
- マクロス・ジェネレーション 1st HALF、2nd HALF（パッセル）※声優デビュー作

1998年
- 刻の大地 奇跡の花・闇の王エスト（ラン）
- トリフェルズ魔法学園物語 〜エーベル騎士団篇〜vol.1、vol.2、vol.3（ユーロス・プロバンス）
- 私立ジャスティス学園ドラマアルバム〜ねらわれた太陽学園熱血死闘編〜（千歳ケイ）

1999年
- 刻の大地 Vol.2 夢の館 幻の丘（ラン）
- 東京魔人學園退魔陣 第壱巻、第弐巻、第参巻（遠野杏子）
- 約束の絆（吹奏楽部部長 / ソフトボール部員）
- Weiβ kreuz Dramatic Precious 1st stage〜SLEEPLESS NIGHT〜（女子高生B）
- トゥルーラブストーリー2 act.1､4､5（君子）
- Lの季節（弓倉さやか）

2000年
- Kanon〜川澄舞ストーリー〜（川澄舞）
- ヴォイス・ラブ・レター・シリーズ 第四話「秘密」貴水沙羅の場合（貴水沙羅）
- 東京魔人学園月紅伝前編（遠野杏子）
- ときめきメモリアル2Vol.1 - 3（伊集院メイ）
- Drama Fan Disc vol.2 リトルプリンセス（ミャオ・カルカンスキー）
- マール王国の人形姫 〜不思議な森の小さなお茶会〜（ミャオ・カルカンスキー）
- ダイ・ガード「実録・21世紀警備保障新年度大宴会」（谷川風香）

2001年
- ギャラクシーエンジェル（蘭花・フランボワーズ）
  - ギャラクシーエンジェルでSHOW♪
  - ギャラクシーエンジェルでGO!

- スクライド サウンドエディション（由詑かなみ）
- ときめきメモリアル2Vol.4 - 8（伊集院メイ）
- ネバギバ! Never give up!（緑朝姫）
- メモリーズオフ ドラマCD「Bridge」（音羽かおる）
- 勇者王ガオガイガーFINAL 最強キャラクターセット（光竜 / 闇竜）

2002年
- あひるの王子さま（伊藤ゆみこ）
- おねがい☆ティーチャー みずほ先生のはちみつ授業 ドラマアルバムVol.1 - 3（森野苺）
  - Special「みずほ先生の丼（どんぶり）」（DVD MEMORIAL BOX初回版に同梱）

- ギャラクシーエンジェル シリーズ（蘭花・フランボワーズ）
  - ギャラクシーエンジェルでFIGHT!
  - ギャラクシーエンジェルでSHINE!
  - ギャラクシーエンジェルでWHAT!?
  - ギャラクシーエンジェルでSHOUT!

- 空の境界 俯瞰風景（黒桐鮮花）
- 公認アンソロジードラマCD 3 Kanon 〜カノン〜 川澄舞 「いつか見た夢」（川澄舞）
- 大魔王アリス（アリス）
- 月陽炎〜つきかげろう〜Vol.1 - 5（楠瀬真紀）
- ときめきメモリアル2 Vol.9､10（伊集院メイ
- 成恵の世界（ケイ〈シャーマンちゃん〉）
- ネバギバ!2 Never give up!（聖マコト）
- ぴたテン イメージアルバム わいわいで行こう（美紗）
- 僕にお月様を見せないで（三石小夏）
- Missing 呼び声の物語（木戸野亜紀）
- メモリーズオフコンチェルト op.1、op.2（音羽かおる）
- ラ・ピュセル〜光の聖女伝説〜ドラマCD（ミャオ / ショコラ）

2003年
- 秋桜の空に第1期シリーズ（楠若菜）
  - 秋桜の空に〜空色の涼香〜
  - 秋桜の空に〜水面の晴姫〜
  - 秋桜の空に〜新緑の若菜〜
  - 秋桜の空に外伝 〜秋桜の海に〜

- 雨柳堂夢咄（紗也子）
- おねがい☆ツインズ みずほ先生とはちみつツインズ ドラマアルバム1､2時間目（森野苺）
- おねがい☆ティーチャー ドラマアルバムvol.4〜「みずほ先生のちょっとだけよ」（森野苺）
- 銀のヴァルキュリアスサウンドルネッサンスVol.1（リーリア / 奈美）
- 公認アンソロジードラマCD Kanon「水瀬さんち」第3巻、第5巻（川澄舞）
- SAKURA 〜雪月華〜『序章・黎明編』（出雲明日香）
- SNOW（日和川旭）
- Newtype CD 低俗霊DAYDREAM（椚アイ）
- D・N・ANGEL（ウィズ）
- ひつじの涙（蓮見圭）
- Please teach! My Angel（鷹野ゆりん）
- 魔界戦記ディスガイア（ミャオ）

2004年
- 秋桜の空に第2期シリーズ（楠若菜）
  - 秋桜の空に〜ひなたの子鹿〜
  - 秋桜の空に〜そよ風のひより〜

- R.O.D -THE CD-（西園はるひ / 西園なつめ / 西園あきえ / 西園ふゆひこ）
- お姉ちゃんの3乗（鎌倉夢子 / きゅーぶ）
- おねがい☆ツインズ みずほ先生とはちみつツインズ ドラマアルバム3時間目 いくいくツインズ（森野苺）
- 鬼哭街 反魂剣鬼（孔瑞麗 / 瑞麗 / 媽祖 / ベネトナシュ / ペトルーシュカ／ラースヤ）
- ギャラクシーエンジェル シリーズ（ 蘭花・フランボワーズ）
  - TV-G
  - A-TV
  - Angel Scranble Junction

- 銀のヴァルキュリアスサウンドルネッサンス Vol.2（リーリア）
- 神魂合体ゴーダンナー!!ドラマCD2巻（エリス・ヴァレンタイン）
- SAKURA 〜雪月華〜 第一幕『邂逅（かいこう）』（出雲明日香）
- D.C. 〜ダ・カーポ〜 初音島放送局（芳乃さくら）
- D.C. 〜ダ・カーポ〜 初音島ドラマシアターchapter.1 さくら（芳乃さくら）
- 天正やおよろず 食券争奪道中記（マリエッタ）
- コミックCDコレクション30 ながされて藍蘭島 Vol.1（あやね）
- ひなどりGIRL Vol.1、Vol.2（石川明）
- ファントム・ブレイブ オリジナルサウンドドラマ（ミャオ）
- 魔法少女リリカルなのは サウンドステージ01 - 03（2004年 - 2005年、高町なのは）
- ゆびさきミルクティー（黒川水面）

2005年
- 秋桜の空に第2期シリーズ（楠若菜）
  - 秋桜の空に〜虹空の初子〜
  - 秋桜の空に〜涼香の卒業〜（全巻購入特典の非売品）

- EREMENTAR GERAD 第3巻（フィロ〈フィアズーフ・エクリロール〉）
- 極上生徒会 極上ドラマ&極上サウンドトラック Vol.1、2（蘭堂りの）
- SAKURA 〜雪月華〜シリーズ ドラマCD（出雲明日香）
  - 第二幕『永別（ながのわかれ）』
  - 第三幕『魂祓（たまはらい）』

- decade〜Yukiru Sugisaki 10th Anniversary〜ラグーンエンジン（等軍陣）
- コミックCDコレクション32 ながされて藍蘭島 Vol.2（あやね）
- ねこきっさ（ルーシア）
- フルーツバスケット（藤堂公）
- ひぐらしのなく頃にシリーズ ドラマCD（古手梨花）
  - ひぐらしのなく頃に 〜鬼隠し編〜、〜綿流し編〜
  - アンソロジードラマCD ひぐらしのなく頃に 第1巻
  - お持ち帰りぃ〜☆miniCD 2005WINTER「圭一の野望なのです。にぱ〜☆」

- 舞-HiMEドラマCD 実録!「裏」風華学園史 第一章、第二章（杉浦碧）
- 魔法少女リリカルなのはA's サウンドステージ01 - 03（2005年 - 2006年、高町なのは）
- もえたん リスニングCD Vol.1（虹原いんく / ぱすてるインク）
- ラブ・ベリッシュ!（水戸笑佳）

2006年
- Are you Alice? ─Chack mate.（未練）
- おとぎ銃士 赤ずきんドラマ & サウンドトラック第1章（赤ずきん）
- かしまし 〜ガール・ミーツ・ガール〜CDドラマ（来栖とまり）
- D.C.S.S. 〜ダ・カーポ セカンドシーズン〜外伝ドラマCD Vol.3（芳乃さくら）
- 半分の月がのぼる空 looking up at the half-moon（秋庭里香）
- ドラマCD 半分の月がのぼる空 vol.1、2（秋庭里香）
- ひぐらしのなく頃に ドラマCD（古手梨花）
  - ひぐらしのなく頃に 〜祟殺し編〜、〜暇潰し編〜
  - アンソロジードラマCD ひぐらしのなく頃に 第2巻
  - お持ち帰りぃ〜☆miniCD 2006SUMMER「ひぐらシンデレラ・しんどろ〜む...!?」
  - お持ち帰りぃ〜☆miniCD えくすとら「圭一の野望ふたたび・知恵先生とカレー対決なのです!?」（アニメ一期DVD5巻店頭特典）
  - 冬コミケ限定CD 〜鬼のいぬ間に〜

- Both Wings〜白と黒の混ざり合う場所〜（美希）
- 舞-乙HiMEドラマCD ミス・マリアはみてた ガルデローベ秘裏日誌 Vol.1、2（ミドリ）
- 魔界戦記ディスガイア2 ドラマCD1〜魔王降臨編〜、ドラマCD2〜魔界騒乱編〜（ロザリンド）
- 魔法少女リリカルなのはA's サウンドステージM（高町なのは）メガミマガジン1月号付録
- もえたん リスニングCDVol.2（虹原いんく / ぱすてるインク）

2007年
- アイドルマスター XENOGLOSSIA オリジナルドラマ（水瀬伊織）
- 阿佐ヶ谷Zippy（服部桐子）
- おとぎ銃士ドラマ & サウンドトラック 赤ずきん第2章、第3章（赤ずきん）
- おねがい☆チュータ 前編・後編（森野苺）※おねがい☆ティーチャー MEMORIAL BOX付属特典
- カテゴリ：フリークス（トキコ）
- ガールフレンド／ボーイフレンド（吉田美奈子、母）※第5巻初版特別版付属CD
- CLANNAD 光見守る坂道で（春原芽衣）
- ドラマCD Sketch Book Stories 〜前夜祭〜（栗原渚）
- セキレイ（草野）
- ZERO ZANY.（螺子式）
- ZERO ZANY.CODE-02（螺子式）
- えこといっしょ。 CDでもいっしょ。 vol.1（川澄真琴）
- 春夏秋冬 ドラマCD 逆襲の赤ズキンチャン（白木はるか）
- PandoraHearts（アリス）
- ドラマCD 半分の月がのぼる空 Vol.3 - 5（秋庭里香）
- ひぐらしのなく頃に シリーズ（古手梨花）
  - ひぐらしのなく頃に 〜語咄し編〜
  - ひぐらしのなく頃に キャラクターCD Vol.3 オリジナルドラマ『雛見沢異聞』
  - ひぐらしのなく頃に解 〜目明し編〜
  - ひぐらしのなく頃に 劇場版限定CD-A、B
  - キャラDJCD ひぐらしのなく頃に解猿回し編 第一巻、第二巻
  - キャラDJCD ひぐらしのなく頃に解皿回し編 第一巻

- 魔法少女リリカルなのはStrikerSサウンドステージ01 - 04（高町なのは）
- もえたんオリジナルドラマCD（虹原いんく / ぱすてるインク）
- ローズ×マリー 妖血の囁き（吸血鬼）

2008年
- Are you Alice? unbirthday scrap #001 : Dyna → Cheshire Cat（88人目のアリス）
- naxat soft reach mania vol.1 CRギャラクシーエンジェル（初回限定版付属ドラマCD）（ 蘭花・フランボワーズ）
- 黒執事 華麗なるドラマCD（エリザベス）
- シャイニング・フォース イクサ ドラマCD（ファークリン）
- ジャッジメントちゃいむ オリジナルドラマCD（フレイアルト＝ファル）
- ドラマCD 第3話 『楽園ヴィルデフラウ』（シャル・ルズマン）
- ひぐらしのなく頃に シリーズ（古手梨花）
  - ひぐらしのなく頃に 〜語咄し編2〜
  - ひぐらしのなく頃に解 〜罪滅し編〜
  - キャラDJCD ひぐらしのなく頃に解皿回し編 第2巻
  - キャラDJCD ひぐらしのなく頃に解皿回し編 出張版!（アニメディア・声優アニメディア応募者全員サービス）
  - キャラDJCD ひぐらしのなく頃に解皆回し編 第一巻、第二巻
  - お持ち帰り〜☆ミニCD 2008SUMMER、WINTER
  - 君恋し編（ひぐらしデイブレイクPortable限定BOX）
  - 村崩し編（ひぐらしのなく頃に絆 第二巻「想（そう）」エンジェルモートお持ち帰りBOX）
  - ひぐらしVSうみねこ!?スーパー魔法大バトル!（ガンガンパワード2009年2月号付録CD）

- XXXHOLiC オリジナルドラマCD「シミヌキ」（古手梨花）※コミックス13巻初回限定版付属CD
- Myself ; Yourself 〜Audio Drama CD〜（若月朱里）
- 魔法少女リリカルなのはStrikerSサウンドステージM3（高町なのは）メガミマガジン2008年9月号付録
- メタルスレイダーグローリー（日向あずさ）

2009年
- アイテムゲッター〜僕らの科学と魔法の関係〜（イザベル・W・フローレンス）※初回限定版同梱ドラマCD
- アクエリアンエイジ10thアニバーサリードラマCD（結城望）
- 明日のよいちドラマCD（斑鳩ちはや）
- 飴色紅茶館歓談「pink princess」（早乙女愛華）※コミック百合姫Vol.16付属
- 飴色紅茶館歓談「White engage」（早乙女愛華）※第1巻付属ドラマCD
- Are you Alice? ─Chack mate.classical edition（未練）
- Are you Alice? classical edition complete box（未練）
- 宇宙をかける少女ドラマCD vol.1 - 2（獅子堂風音）
- ナビゲーションドラマCD「うみねこのなく頃に」Vol.1 黄金のカケラたち（ナレーション）
- S線上のテナ（テナ）
- これはゾンビですか?（ユー（ユークリウッド・ヘルサイズ））
- 七人のツンデレVOL.1 - 2（岡本四葉）
- ナイトウィザードファンブック オペレーション・ケイオス ドラマCD「蘇りし友、来たり」（メイオルティス / 冥刻王メイオルティス）
- ナビゲーションドラマCD「うみねこのなく頃に」Vol.2 黄金蝶の見る夢は（ナレーション）
- ひぐらしのなく頃に シリーズ（古手梨花）
  - アンソロジードラマCD「ひぐらしのなく頃に解」featuring「うみねこのなく頃に」
  - ひぐらしのなく頃に〜語咄し編 3〜
  - 幸遠し編（ひぐらしのなく頃に絆 第三巻「螺（らせん）」限定BOX）
  - 虚仮威し編（PSP版ひぐらしの哭く頃に 雀 限定版BOX）
  - 幸探し編（ひぐらしデイブレイクPortable MEGA EDITION 限定BOX）

- 劇場版リリカルなのは鑑賞券付き ドラマCD「Side-N」（高町なのは）コミックマーケット76限定
- 魔法少女リリカルなのはStrikerS サウンドステージM4 10thSP（高町なのは、『メガミマガジン』2009年9月号付録[Vol.112]）
- モノクローム・ファクター（ルル）※コミック第8巻 初回限定版 ドラマCD

2010年
- 俺の妹がこんなに可愛いわけがない（来栖加奈子 / メルル〈星野くらら〉）
- ゲームブックDS アクエリアンエイジ Perpetual Period（ルゥリィ）※プレミアム限定BOX特典
- 織田信奈の野望（松平元康）
- 家族ゲーム（今川陽良子）
- グリードパケット∞（ノキア）
- STEINS;GATEシリーズ（阿万音鈴羽）
  - α「哀心迷図のバベル」ダイバージェンス0.571046%
  - β「無限遠点のアークライト」ダイバージェンス1.130205%
  - γ「暗黒次元のハイド」ダイバージェンス2.615074%

- 不問語（とがめ）
- Track-1 「Valentine War Fair」（エクセル）※『ヤングガンガン』付属
- 亡き少女の為のパヴァーヌ（神田美紗希）
- 葉っぱのフレディ〜いのちの旅〜（クレア）
- ひぐらしのなく頃に 夢交し編（古手梨花）※ひぐらしのなく頃に絆 第四巻「絆（きずな）」限定BOX
- ひまわり 第一章 アリエス 前編、後編（アクア）
- beatmania IIDX spin-off drama ROOTS26S[suite] Vol.3（梅桐天土）※コナミスタイル限定

2011年
- 魔法少女リリカルなのは The MOVIE 2nd A's 鑑賞券付きドラマCD（高町なのは） ※Side-T・Y2種、コミケ81限定
- ゆうれいなんか見えない!（鞍馬依）

2012年
- 暁のヴァンピレス 前奏曲 -side Adelaide × Malheureux-（マルゥル・ルルー・ド・ベルテンス）※コミックス付属CD
- いっしょにクッキング -年下の女剣士-（継原灯里）
- 10歳の保健体育（荘川乙海）※小説5巻ドラマCD付き特装版。
- Tiny×MACHINEGUN　タイニー・マクダニエル捜査ファイル FILE No.1 - 3（タイニー・マクダニエル）
- のうりん（木下林檎）

2013年
- 月刊少女野崎くん（マミコ）

2014年
- 俺の彼女と幼なじみが修羅場すぎる（夏川真涼）※原作第8巻限定特装版
- キャンディポップナイトメア（姫川真希奈）
- 僕らはみんな河合荘（愛美〈まなみ〉）

2015年
- Sound Drama NOeSIS -嘘を吐いた記憶の物語-（鹿倉憂姫）
- 魔法少女リリカルなのはINNOCENT サウンドステージ（高町なのは、シュテル・スタークス、ナレーション）

2016年
- 魔法少女リリカルなのは Reflection 鑑賞券付きドラマCD（高町なのは） - 2種

2020年
- スライム倒して300年、知らないうちにレベルMAXになってました（2020年 - 2021年、ペコラ） - 小説 第14巻・第16巻 ドラマCD付き特装版

2022年
- スクライド設定資料集特典ドラマCD（由詑かなみ）

2023年
- 私の百合はお仕事です!（御子柴舞） - Blu-ray各巻特典

#### トークCD
- honeybee 羊でおやすみシリーズ Vol.6 「ねないとプンプン」

#### 朗読CD
- Come across 〜DEARS朗読物語〜シリーズ
  - Vol.3 日本の昔話2 第五話『浦島太郎』、第六話『瓜子姫』
  - Vol.6 日本の昔話4 第二話『鶴の恩返し』、第四話『イナバの白ウサギ』
  - 外伝 キツネとライオンの物語 第二話『キツネとオオカミ』
- テストに出るっ! シリーズ（しい）
  - テストに出るっ!日本の歴史年表
  - テストに出るっ!世界の歴史年表（上巻・下巻）
  - テストに出るっ!世界の偉人物語
- DEARS十二星座物語（うお座）
  - Artemis Side
  - 外伝〜二四の物語〜『さかなちゃん陸への憧れ』
  - 外伝〜25の物語〜
- でぃあーず「にほんのむかしばなし」
  - 〜赤の色〜 第五話『猫檀家』
  - 〜夢の色〜 第十話『恥ずかしがり屋のウサギ』
- でぃあーず「せかいのものがたり」
  - 〜赤の本〜 第七話『田舎のねずみ 町のねずみ』
  - 〜夢の本〜 第十四話『願いの湖』

### 吹き替え

#### 映画
- チャイニーズ・ゴースト・ストーリー（シウティ）※ビデオ
- チャイニーズ・ゴースト・ストーリー スーシン（シウティ）
- ピラニア3D（ゼイン・フォレスター）
- ミスターGO!（ウェイウェイ[356]）

#### ドラマ
- イエロージャケッツ（ミスティ〈クリスティーナ・リッチ、サミー・ハンラティ〉[357]）
- スピン・シティ 第1、第2シーズン（カレン・パルミエリ）
- ふたりはふたご（メーガン）
- 名探偵モンク シーズン8（NHK版第7シリーズ）（アン・マリー #11「犬と暮らせば」）

### 特撮
- スーパー戦隊シリーズ
  - 海賊戦隊ゴーカイジャー（2011年 - 2022年、ナビィの声[358]） - 1シリーズ + 6作品[一覧 42]
  - 動物戦隊ジュウオウジャー（2016年、ナビィの声）

### ラジオドラマ
- 青春アドベンチャー タイムスリップシリーズ（NHK-FM） - 麓うらら役
  - 『タイムスリップ明治維新』（2004年1月）
  - 『タイムスリップ源平合戦』（2005年1月）
  - 『タイムスリップ戦国時代』（2006年1月）
  - 『タイムスリップ川中島』（2007年1月）
  - 『タイムスリップ大坂の陣』（2011年1月）
- ときメモ! Vol.1 超!伝説研・誕生だよ♪（赤月苺 / 赤ずきん[注 5]）

### デジタルコミック
- VOMIC
  - ロック・リーの青春フルパワー忍伝（テンテン）
  - MOMO（モモ）
- TERRACE HORSE THE COMIC（2019年、樹部名あいる）[360]

### ラジオ
※はインターネット配信。
- 私たち、翔びます!（1997年 - 1998年、東海ラジオ）
- アニメ・パラダイス（1997年 - ?、PCM CLUB1）
- SOMETHING DREAMS マルチメディアカウントダウン（1998年 - 2002年、文化放送）
- 東京魔人學園（1999年 - 2000年、TBSラジオ）
- ラジオどっとあい 脱!やまとなでしこ宣言（2000年、BBQR※）
- Kanon 〜The snow talks memories〜（2000年、文化放送）
- 田村ゆかりのミュージック・フェアリー（2000年 - 2001年、BSQR489※）
- うさみみひみつクラブwithすぃーとまれーばく（2001年 - 2002年、キャラアニnetTV※）
- 田村ゆかりの天使になれたら（2001年、文化放送・BSQR489※）
- MBSオレたちもっとやってま〜す 月曜日Part1（2001年 - 2002年、MBSラジオ）
- 田村ゆかりのはぁとのためいき（2002年 - 2003年、ラジオ関西）
- ぴたぴたエンジェル♪（2002年、ラジオ大阪）
- ぴたぴたエンジェル♪A（2002年 - 2003年、ラジオ大阪）
- 田村ゆかりのいたずら黒うさぎ（2003年 - 2016年、文化放送）
- 田村ゆかりの黒うさぎの小部屋（2003年 - 2007年、db-FM※）
- G.A.だにょ（2003年、ラジオ大阪）
- エンジェルLOVE（2003年 - 2005年、ラジオ大阪）
- D.C. 〜ダ・カーポ〜 初音島放送局（2004年 - 2005年、ラジオ大阪）
- ねこだもん。（2005年、ランティスウェブラジオ※）
- 佳奈・由衣・ゆかりのかしましらじお（2005年 - 2006年、BEAT☆Net Radio!※）
- 喫茶 黒うさぎ〜秘密の小部屋〜（2007年 - 2016年、Oh!sama TV※）
- ラジオツインエンジェル 聖チェリーヌ学院お昼の校内放送『えんじぇるタイム』（2008年、音泉※）
- 田村ゆかりのSay!You Young（2010年、2011年、2017年、超!A&G+※）
- 探偵オペラ ミルキィホームズ特番 G4特別捜査会議（2010年、HiBiKi Radio Station※）
- 放送天使ツインエンジェルR（2011年 - 2012年、音泉※）
- 田村ゆかりの乙女心♡症候群（2017年 - 、文化放送）

### ネット配信番組
※特記のない限り配信媒体はYouTube。
- ゆかり☆ちゃんねる[注 6]（2012年 - 、ニコニコ生放送）不定期
- ゆかり♡すたじお 今夜はめろぅぷりすます♡2017[361]（2017年12月24日）出演者、やまけん
- ゆかり♡すたじお 特番ゆかりっく Fes’18ってなんぞ？[362]（2018年9月8日）出演者、やまけん
- ゆかり♡すたじお 暇が出来たので配信してみよっかな[363]（2018年11月25日）出演者、やまけん
- ゆかり♡すたじお 今夜はめろぅぷりすます♡2018[364]（2018年12月24日）出演者、やまけん
- ゆかり♡すたじお 年末すぺしゃる 2019〜クリスマスは用事があったのですみません〜[365]（2019年12月29日）出演者、天津向
- ゆかり♡すたじお ハッピーバースデーゆかりん♡おめでとう[366]（2020年2月27日）出演者、鷲崎健
- ゆかり♡すたじお 今夜はめろぅぷりすます2020[367]（2020年12月24日）出演者、天津向
- Yukari's Birthday Party 2021[368]（2021年2月27日、ローチケ LIVE STREAMING）出演者、天津向
- ゆかり♡すたじお 今夜はめろぅぷりすます 2021[369]（2021年12月24日）出演者、鷲崎健、堀崎翔

### ナレーション・CM
- アニマックス番組予告アナウンス・各種告知ナレーション担当
- アニマックス版「ポッカ100レモン」（CMナレーション、CMキャラクター レモンマンの声）
- あにてれ Presents アニソンぷらす+（テレビ東京、2009年10月度ナレーション担当）
- いつでも!にゃんとワンダフル （CMナレーション）
- スーパー戦隊バトル ダイスオーDX 第5弾（CMナレーション、ナビィの声）
- スカパー!2016 スカパー！Jリーグ開幕スペシャルムービー【アビスパ福岡篇】
- サポルト! 木更津女子サポ応援記（PVナレーション[370]）
- Sound Horizon 5th story CD「Roman」（2006年、#1、2、4、6、8、10 ナレーション）
- ふたりぼっちのオタサーの姫 漫画PV（大山武子の声、CMナレーション）
- 水曜馬スペ！2歳馬カタログ2022（グリーンチャンネル、ナレーション担当）
- 鬱ゲー転生。 ヒロイン解説PV「みか」「ぷひ子」「シエル」「アイ」（ナレーション、全キャラクターの声・SE[371]）

### テレビ番組
※はインターネット配信。
- 多数決ドラマ「キノの旅 -the Beautiful World- 廃墟の国」（2016年、ニコニコ生放送※）セーラ 役[372]

### パチンコ・パチスロ機
- オーイズミ『パチスロ ひぐらしのなく頃に祭』（古手梨花）
- KPE『スパイガール』（ラビィ）
- トリビー『快盗天使ツインエンジェル』（水無月遥 / レッドエンジェル）
- タイヨーエレック『CRギャラクシーエンジェル』（蘭花・フランボワーズ）
- タイヨーエレック『CR ひかる源氏』（朧月夜）
- 西陣『CR舞-HiME』（杉浦碧）
- 平和『CR戦国乙女』・『戦国乙女2〜深淵に輝く気高き将星〜』（織田ノブナガ）
- サミー『快盗天使ツインエンジェル2』・『パチスロ快盗天使ツインエンジェル3』（水無月遥 / レッドエンジェル）
- 藤商事『風来のシレン すずね姫とまどろみの塔』（エドナ）
- オーイズミ『想定科学パチスロ STEINS;GATE 廻転世界のインダクタンス』（阿万音鈴羽）
- KPE『戦国コレクション2』（ジョゼフィーヌ、クレオパトラ[373]）
- エンターライズ『パチスロ モンスターハンター 月下雷鳴』（メル）
- 三洋物産『パチスロ 魔法少女リリカルなのは』（高町なのは）
- DAXEL『パチスロ 探偵歌劇 ミルキィホームズ TD　消えた7と奇跡の歌』（遠山咲[374]）
- 大都技研『パチスロ Re:ゼロから始める異世界生活』（プリシラ・バーリエル）
- 京楽『P 俺の妹がこんなに可愛いわけがない。』（来栖加奈子）

### プラネタリウム
- ナレーション「百武彗星」
- 星めぐりの歌〜天の川の星座たち〜（ポウセ）

### 教育用ビデオ
- 蛍の舞う街で（1998年、寺内奈緒子）

### アプリ
- PCアプリクイックアイドル（THCH Win）（鈴本みーな）
- PCアプリデジタルマスコット（伴あゆ美）

### 玩具
- 海賊戦隊ゴーカイジャー モバイレーツ -MEMORIAL EDITION-（2021年12月）
- 海賊戦隊ゴーカイジャー モバイレーツ -MEMORIAL BEST SELECTION-（2025年6月13日）

### その他コンテンツ
- 『シュラキ』シャル・ルズマンのCM用ボイス
- ときめきメールボックスVol.4（伊集院メイ）
- ゴー！ゴー！ぱそピコランド
- ダウンロードボイス（天百合姫歌）
- ボイスドラマ 夜桜さんちの大作戦（2021年、夜桜二刃）
- ASMR おしごとねいろ 〜動画配信者編〜（2021年、湊ヒカリ）

## ディスコグラフィ

### タイアップ曲
| 楽曲                               | タイアップ | 時期   |
| ---------------------------------- | --- | ------ |
| 勇気をください                     | 『マクロス・ジェネレーション』挿入歌 | 1997年 |
| 未来のDIARY                        | 『マクロス・ジェネレーション』挿入歌 | 1997年 |
| スーパーヘルパー                   | テレビ東京『'97全仏オープンテニス』ハイライトイメージソング                                                                                  | 1997年 |
| Sparkle with delight               | TVK『おつむのオムツ』オープニングテーマ | 1997年 |
| REBIRTH 〜女神転生〜               | テレビアニメ『デビルマンレディー』1〜17、25、26話エンディング主題歌                                                                          | 1998年 |
| きっと言える                       | OVA『青山剛昌短編集』エンディングテーマ | 1999年 |
| Love♡parade                        | ラジオ『田村ゆかりのはぁとのためいき』オープニングテーマ（2002年4月 - 7月）                                                                  | 2002年 |
| Baby blue sky                      | ラジオ『田村ゆかりのはぁとのためいき』エンディングテーマ                                                                                     | 2002年 |
| あなただけに 〜It's only my love〜 | ラジオ『田村ゆかりのはぁとのためいき』オープニングテーマ（2002年7月 - 10月）                                                                 | 2002年 |
| Baby's Breath                      | ラジオ『田村ゆかりのはぁとのためいき』オープニングテーマ（2002年10月 - 2003年3月）                                                           | 2002年 |
| Angel Pride                        | PS2、Xbox用ゲームソフト『エンジェリック・コンサート』オープニングテーマ                                                                      | 2003年 |
| メロディーフラワー                 | PS2、Xbox用ゲームソフト『エンジェリック・コンサート』エンディングテーマ                                                                      | 2003年 |
| Lovely Magic                       | ラジオ『田村ゆかりのいたずら黒うさぎ』オープニングテーマ（2003年4月 - 9月）                                                                  | 2003年 |
| 恋歌姫                             | ラジオ『田村ゆかりのいたずら黒うさぎ』エンディングテーマ（2003年4月 - 9月）                                                                  | 2003年 |
| Primary Tale                       | ラジオ『田村ゆかりのいたずら黒うさぎ』オープニングテーマ（2003年10月 - 2004年3月）                                                           | 2003年 |
| きらら時間旅行                     | ラジオ『田村ゆかりのいたずら黒うさぎ』エンディングテーマ（2003年10月 - 2004年3月）                                                           | 2003年 |
| Little Wish 〜lyrical step〜       | テレビアニメ『魔法少女リリカルなのは』エンディングテーマ                                                                                     | 2004年 |
| 夢見月のアリス                     | ラジオ『田村ゆかりのいたずら黒うさぎ』オープニングテーマ（2004年4月 - 9月）                                                                  | 2004年 |
| 空の向こう側に                     | ラジオ『田村ゆかりのいたずら黒うさぎ』エンディングテーマ（2004年4月 - 9月）                                                                  | 2004年 |
| Sweet Darlin'                      | ラジオ『田村ゆかりのいたずら黒うさぎ』オープニングテーマ（2004年10月 - 2005年4月）                                                           | 2004年 |
| 永遠                               | ラジオ『田村ゆかりのいたずら黒うさぎ』エンディングテーマ（2004年10月 - 2005年4月）                                                           | 2004年 |
| 恋せよ女の子                       | テレビアニメ『極上生徒会』オープニングテーマ                                                                                                 | 2005年 |
| candy smile                        | ラジオ『田村ゆかりのいたずら黒うさぎ』オープニングテーマ（2005年4月 - 9月）                                                                  | 2005年 |
| 君をつれて                         | ラジオ『田村ゆかりのいたずら黒うさぎ』エンディングテーマ（2005年4月 - 9月）                                                                  | 2005年 |
| 未来パラソル                       | ゲームPS2ソフト『極上生徒会』エンディングテーマ                                                                                              | 2005年 |
| Ever-Never-Land                    | OVA『おとぎ銃士 赤ずきん』主題歌 | 2005年 |
| Spiritual Garden                   | テレビアニメ『魔法少女リリカルなのはA's』エンディングテーマ                                                                                  | 2005年 |
| Cutie♥Cutie                        | ラジオ『田村ゆかりのいたずら黒うさぎ』オープニングテーマ（2005年10月 - 2006年4月）                                                           | 2005年 |
| Traveling with a Sheep             | ラジオ『田村ゆかりのいたずら黒うさぎ』エンディングテーマ（2005年10月 - 2006年4月）                                                           | 2005年 |
| デイジー・ブルー                   | ラジオ『田村ゆかりのいたずら黒うさぎ』オープニングテーマ（2006年4月 - 7月）                                                                  | 2006年 |
| 優しい夜に。                       | ラジオ『田村ゆかりのいたずら黒うさぎ』エンディングテーマ（2006年4月 - 11月）                                                                 | 2006年 |
| 童話迷宮                           | テレビアニメ『おとぎ銃士 赤ずきん』前期オープニングテーマ                                                                                    | 2006年 |
| 天使のお仕事                       | ラジオ『田村ゆかりのいたずら黒うさぎ』オープニングテーマ（2006年7月 - 11月）                                                                 | 2006年 |
| Princess Rose                      | テレビアニメ『おとぎ銃士 赤ずきん』後期オープニングテーマ ラジオ『田村ゆかりのいたずら黒うさぎ』オープニングテーマ（2006年11月 - 2007年4月） | 2006年 |
| プレゼント                         | ラジオ『田村ゆかりのいたずら黒うさぎ』エンディングテーマ（2006年11月 - 2007年4月）                                                           | 2006年 |
| YOURS EVER                         | ラジオ『田村ゆかりのいたずら黒うさぎ』エンディングテーマ（2007年4月 - 9月）                                                                  | 2007年 |
| 星空のSpica                        | テレビアニメ『魔法少女リリカルなのはStrikerS』前期エンディングテーマ                                                                         | 2007年 |
| Melody                             | ラジオ『田村ゆかりのいたずら黒うさぎ』オープニングテーマ（2007年4月 - 2008年1月）                                                            | 2007年 |
| Jelly Fish                         | ラジオ『田村ゆかりのいたずら黒うさぎ』エンディングテーマ（2007年10月 - 2008年1月）                                                           | 2007年 |
| Beautiful Amulet                   | テレビアニメ『魔法少女リリカルなのはStrikerS』後期エンディングテーマ                                                                         | 2007年 |
| チェルシーガール                   | 日本テレビ『汐留☆イベント部』2月エンディングテーマ ラジオ『田村ゆかりのいたずら黒うさぎ』オープニングテーマ（2008年2月 - 8月）               | 2008年 |
| 上弦の月                           | ラジオ『田村ゆかりのいたずら黒うさぎ』エンディングテーマ（2008年2月 - 8月）                                                                  | 2008年 |
| バンビーノ・バンビーナ             | 日本テレビ『フライデーTVラボ』エンディングテーマ ラジオ「田村ゆかりのいたずら黒うさぎ」オープニングテーマ（2008年9月 - 2009年1月）           | 2008年 |
| 100 CARAT HEART                    | ラジオ『田村ゆかりのいたずら黒うさぎ』エンディングテーマ（2008年9月 - 2009年1月）                                                            | 2008年 |
| Tomorrow                           | 日本テレビ『ポシュレデパート深夜店』2008年12月度テーマソング PSP用ゲームソフト『グローランサー』オープニングテーマ                           | 2008年 |
| 恋のタイムマシン                   | Windows用ゲームソフト『Dance×Mixer』テーマソング                                                                                             | 2008年 |
| Don't wake me☆Up                   | ラジオ『田村ゆかりのいたずら黒うさぎ』エンディングテーマ（2008年9月 - 2009年1月）                                                            | 2008年 |
| 恋のアゲハ                         | 文化放送・超!A&G+ 2009年2月度ドリームプッシュ                                                                                                | 2009年 |
| Cherry Kiss                        | ラジオ『田村ゆかりのいたずら黒うさぎ』オープニングテーマ（2009年2月 - 11月）                                                                 | 2009年 |
| 星降る夢で逢いましょう             | ラジオ『田村ゆかりのいたずら黒うさぎ』エンディングテーマ（2009年2月 - 12月）                                                                 | 2009年 |
| You & Me                           | TBS『カード学園』オープニングテーマ | 2009年 |
| 星屑スパイラル                     | 『グッドスマイルカンパニー』CMソング | 2009年 |
| Super Special Smiling Shy girl     | ラジオ『田村ゆかりのいたずら黒うさぎ』オープニングテーマ（2009年11月 - 2010年8月）                                                           | 2009年 |
| Tiny Rainbow                       | ラジオ『田村ゆかりのいたずら黒うさぎ』エンディングテーマ（2009年12月 - 2010年4月）                                                           | 2009年 |
| Tiny Rainbow                       | PSPゲーム『魔法少女リリカルなのはA's PORTABLE -THE BATTLE OF ACES-』エンディングテーマ                                                       | 2010年 |
| My wish My love                    | 劇場版『魔法少女リリカルなのは The MOVIE 1st』エンディングテーマ                                                                             | 2010年 |
| おしえて A to Z                    | テレビアニメ『B型H系』オープニングテーマ | 2010年 |
| 裸足のプリンセス                   | テレビアニメ『B型H系』エンディングテーマ | 2010年 |
| 涙のループ                         | ラジオ『田村ゆかりのいたずら黒うさぎ』エンディングテーマ（2010年4月 - 2010年8月）                                                            | 2010年 |
| Heavenly Stars                     | TBS『カード学園 全国制覇編』オープニングテーマ                                                                                               | 2010年 |
| Gratitude                          | ラジオ『田村ゆかりのいたずら黒うさぎ』オープニングテーマ（2010年8月 - 2011年11月）                                                           | 2010年 |
| 恋におちたペインター               | ラジオ『田村ゆかりのいたずら黒うさぎ』エンディングテーマ（2010年8月 - 2010年12月）                                                           | 2010年 |
| LOVE ME NOW!                       | 日本テレビ『ハッピーMusic』POWER PLAY | 2010年 |
| プラチナLover's Day                | オンラインゲーム『チョコットランド』4周年記念ソング テレビ東京『アニソ〜ンぷらす』2011年1月度オープニングテーマ                              | 2011年 |
| この指とまれ                       | TBS『がっちりマンデー!!』2011年1月〜3月度エンディングテーマ                                                                                  | 2011年 |
| floral blue                        | ラジオ『田村ゆかりのいたずら黒うさぎ』エンディングテーマ（2011年1月 - 2011年9月）                                                            | 2011年 |
| Endless Story                      | テレビアニメ『C3 -シーキューブ-』前期オープニングテーマ                                                                                      | 2011年 |
| Rainy Rainy Sunday                 | ラジオ『田村ゆかりのいたずら黒うさぎ』エンディングテーマ（2011年10月 - 2012年7月）                                                           | 2011年 |
| 滑空の果てのイノセント             | PSPゲーム『魔法少女リリカルなのはA's PORTABLE -THE GEARS OF DESTINY-』エンディングテーマ                                                     | 2011年 |
| Sympathy of Love                   | テレビアニメ『C3 -シーキューブ-』後期エンディングテーマ                                                                                      | 2011年 |
| アイ マイ ボーダー                 | ラジオ『田村ゆかりのいたずら黒うさぎ』オープニングテーマ（2011年12月 - 2013年1月）                                                           | 2011年 |
| アイ マイ ボーダー                 | TBS『アッコにおまかせ!』2011年12月〜2012年1月度エンディングテーマ                                                                            | 2011年 |
| アイ マイ ボーダー                 | TBS『開運音楽堂』2012年1月度POWER PLAY | 2012年 |
| 微笑みのプルマージュ               | 劇場版『魔法少女リリカルなのは The MOVIE 2nd A's』エンディングテーマ                                                                         | 2012年 |
| 咲かせて乙女                       | ラジオ『田村ゆかりのいたずら黒うさぎ』エンディングテーマ（2012年7月 - 2013年10月）                                                           | 2012年 |
| W:Wonder tale                      | テレビアニメ『俺の彼女と幼なじみが修羅場すぎる』エンディングテーマ                                                                           | 2013年 |
| I.N.G.                             | ラジオ『田村ゆかりのいたずら黒うさぎ』オープニングテーマ（2013年1月 - 2013年10月）                                                           | 2013年 |
| Fantastic future                   | テレビアニメ『変態王子と笑わない猫。』オープニングテーマ                                                                                     | 2013年 |
| スパークリング☆トラベラー          | ラジオ『田村ゆかりのいたずら黒うさぎ』オープニングテーマ（2013年10月）                                                                       | 2013年 |
| 恋と夢と空時計                     | ラジオ『田村ゆかりのいたずら黒うさぎ』エンディングテーマ（2013年10月）                                                                       | 2013年 |
| 恋と夢と空時計                     | ラジオ『田村ゆかりのいたずら黒うさぎ』オープニングテーマ（2013年10月 - 2014年12月）                                                          | 2013年 |
| ナルシスが嘘をつく                 | ラジオ『田村ゆかりのいたずら黒うさぎ』エンディングテーマ（2013年11月 - 2014年1月）                                                           | 2013年 |
| 秘密の扉から会いにきて             | テレビアニメ『のうりん』オープニングテーマ                                                                                                   | 2014年 |
| レリーフのひとかけら               | ラジオ『田村ゆかりのいたずら黒うさぎ』エンディングテーマ（2014年1月 - ）                                                                     | 2014年 |
| あのね Love me Do                  | ラジオ『田村ゆかりのいたずら黒うさぎ』オープニングテーマ（2014年12月 - ）                                                                    | 2014年 |
| 好きだって言えなくて               | TBS『ランク王国』2015年4・5月度オープニングテーマ                                                                                            | 2015年 |
| Pleasure treasure                  | テレビアニメ『魔法少女リリカルなのはViVid』エンディングテーマ                                                                                | 2015年 |
| Hello Again                        | ラジオ『田村ゆかりの乙女心♡症候群』オープニングテーマ                                                                                        | 2017年 |
| Lost Sequence                      | ラジオ『田村ゆかりの乙女心♡症候群』エンディングテーマ                                                                                        | 2017年 |
| 14秒後にKISSして♡                  | テレビ東京『勇者ああああ』エンディングテーマ                                                                                                 | 2017年 |
| 恋は天使のチャイムから             | ラジオ『田村ゆかりの乙女心♡症候群』オープニングテーマ                                                                                        | 2018年 |
| 永遠のひとつ                       | テレビアニメ『ISLAND』オープニングテーマ | 2018年 |
| Closing tears                      | テレビアニメ『ISLAND』オープニングテーマ | 2018年 |
| 聴こえないように♡                  | ラジオ『田村ゆかりの乙女心♡症候群』オープニングテーマ                                                                                        | 2019年 |
| Catch me Cats me                   | ラジオ『田村ゆかりの乙女心♡症候群』オープニングテーマ                                                                                        | 2020年 |
| Pink Pygmalion                     | テレビ朝日『お願い!ランキング』2021年5月度エンディングテーマ                                                                                 | 2021年 |

## ライブ・イベント

### 参加ライブ
- デ・ジ・キャラット & エンジェル隊 コンサート 〜BROCCOLI CARNIVAL〜（2002年5月4日、六本木ベルファーレ〈東京都〉）
- ときめきメモリアル スーパーライブ（2002年12月26日、ZeppTOKYO〈東京都〉）
- Broccoli The Live 〜デ・ジ・キャラット&エンジェル隊コンサート〜 in 横浜アリーナ（2002年10月27日（横浜アリーナ〈神奈川県〉）
- ときめきメモリアル スーパーライブ2（2003年12月13日（中野サンプラザ〈東京都〉）
- BROCCOLI THE LIVE IV in 横浜アリーナ（2004年5月30日、横浜アリーナ〈神奈川県〉）
- Animelo Summer Live 2008 -Challenge-（2008年8月30日、さいたまスーパーアリーナ〈埼玉県〉）
- Animelo Summer Live 2009 -RE:BRIDGE-（2009年8月23日、さいたまスーパーアリーナ〈埼玉県〉）
- Animelo Summer Live 2010 -evolution-（2010年8月29日、さいたまスーパーアリーナ〈埼玉県〉）
- MUSIC JAPAN 新世紀アニソンSP.3（2010年6月7日、NHKホール〈東京都〉）
- Animelo Summer Live 2011 -rainbow-（2011年8月27日、さいたまスーパーアリーナ〈埼玉県〉）
- ORICON INFINITY MUSIC 2011 at UNIVERSAL STUDIOS JAPAN®（2011年5月1日、ユニバーサル・スタジオ・ジャパン〈大阪府〉）
- Animelo Summer Live 2012 -INFINITY∞-（2012年8月25日、さいたまスーパーアリーナ〈埼玉県〉）
- Animelo Summer Live 2013 -FLAG NINE-（2013年8月25日、さいたまスーパーアリーナ〈埼玉県〉）
- Animelo Summer Live 2014 -ONNESS-（2014年8月31日、さいたまスーパーアリーナ〈埼玉県〉）
- KING SUPER LIVE 2015（2015年6月20日・21日、さいたまスーパーアリーナ〈埼玉県〉）
- Animelo Summer Live 2017 -THE CARD-（2017年8月25日、さいたまスーパーアリーナ〈埼玉県〉）
- HUGっと!プリキュアLIVE2018 ライブ・フォー・ユー!!（2018年7月29日、品川ステラボール〈東京都〉）
- 大冠祭2018　（メタルバンド120600mAhの12Vシンガーソケット（ソケたん）として）（2018年9月30日、CLUB CITTA'〈神奈川県〉）
- ゆかりっく Fes ’18 in Japan（2018年10月6日、7日、幕張メッセ 国際展示場1〜3ホール〈千葉県〉）[388]
- 魔法少女リリカルなのは15周年記念イベント「リリカル☆ライブ」（2020年1月18日・19日、国立代々木競技場第一体育館〈東京都〉）
- KING SUPER LIVE 2024（2024年5月11日・12日、Kアリーナ横浜〈神奈川県〉）[389]

## 書籍
- KONAMI OFFICIAL BOOKS 田村ゆかり写真集 そらいろ。（2007年10月10日発売、コナミデジタルエンタテインメント、ISBN 978-4-86155-838-2）
- 田村ゆかり写真集 ゆかりんご（2011年2月24日発売、学研パブリッシング、ISBN 978-4-05-404817-1）
- 田村ゆかりフォトブック ゆかりりみっくす（2015年7月14日発売、学研パブリッシング、ISBN 978-4-05-406300-6）